# George IV của Anh
George IV hay George Đệ Tứ (tên tiếng Anh: George Augustus Frederick; 12 tháng 8 năm 1762 – 26 tháng 6 năm 1830) là Quốc vương Vương quốc Anh và Vua của Hannover từ sau cái chết của phụ vương, George III, vào ngày 29 tháng 1 năm 1820, cho đến khi chính ông qua đời 10 năm sau. Từ 1811 đến khi lên ngôi, ông nắm giữ cương vị Nhiếp chính vương vì cha ông mắc bệnh thần kinh.
George IV là người có lối sống xa hoa và đóng góp nhiều cho công nghiệp thời trang trong Thời kì Nhiếp chính. Ông là người bảo trợ các hình thức giải trí, mốt thời trang và thị hiếu. Ông đã ủy quyền cho John Nash xây dựng Rạp Vương thất ở Brighton và sửa sang lại Cung điện Buckingham, và Sir Jeffry Wyattville xây dựng lại Lâu đài Windsor. Ông cũng góp phần trong việc thành lập Thư viện Quốc gia và Đại học Vương thất Luân Đôn.
Sức hấp dẫn và trình độ văn hóa đã mang tới cho George IV danh hiệu "quý ông bậc nhất của Anh quốc", tuy nhiên ông có quan hệ không mấy tốt đẹp với cha và vợ ông, Caroline xứ Braunschweig-Wolfenbüttel, và với lối sống phóng đãng, ông bị người dân của mình khinh miệt và khiến chế độ quân chủ mất uy tín nghiêm trọng. Ông thậm chí còn cấm Caroline tới dự lễ đăng quang của mình và yêu cầu chính phủ ban bố một dự luật mất lòng người là Dự luật Thống khổ và Hình phạt nhằm mục đích li dị với vương hậu nhưng bất thành.
Trong phần lớn thời gian George làm nhiếp chính và cai trị, Lãnh chúa xứ Liverpool điều hành chính phủ với chức vị Thủ tướng, với một ít sự hỗ trợ từ George. Các bộ trưởng chính phủ cho ông là nhỏ mọn, không đáng tin và vô trách nhiệm. Nhiều lần trong đời nhà vua bị ảnh hưởng từ các sủng thần ái thiếp. Những công dân phải nộp thuế nên rất tức giận và sự tiêu xài hoang phí của ông trong thời điểm nước Anh phải căng mình chiến đấu với Các cuộc chiến tranh của Napoleon. Ông không thể hiện mình là một nhà lãnh đạo quốc gia trong thời gian khó khăn, cũng không hành động như một gương mẫu tốt cho người dân. Chính phủ của Liverpool lãnh đạo Anh quốc giành được chiến thắng sau cùng, tổ chức hội nghị hòa bình và nỗ lực đối phó với tình trạng bất ổn về kinh tế, xã hội sau đó. Sau khi Liverpool nghỉ hưu, George bị ép phải chấp thuận ký vào quyết định Giải phóng Công giáo dù ông chống đối nó. Người con duy nhất của ông, Công chúa Charlotte, chết trước ông vào năm 1817 vì thế người kế nhiệm là Vương đệ William.

## Cuộc sống ban đầu

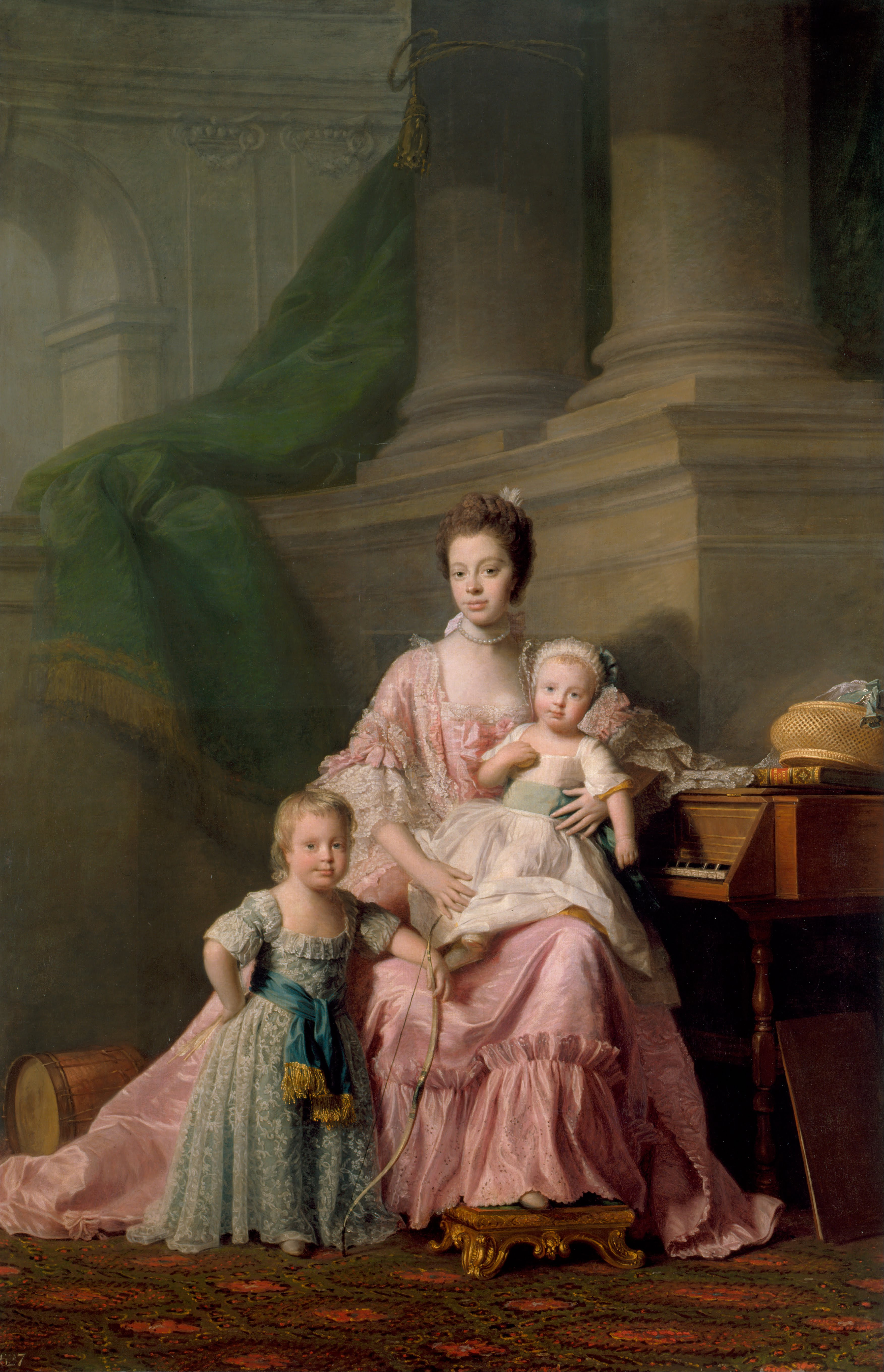
George (bên trái) cùng mẫu thân Vương hậu Charlotte và Vương đệ của ông Frederick, chân dung họa bởi Allan Ramsay, 1764.

George chào đời tại Cung điện St James, Luân Đôn, ngày 12 tháng 8 năm 1762, là hoàng trưởng tử của vua George III của Liên hiệp Anh cùng Vương hậu Charlotte. Là con trai trưởng của đương kim Quốc vương, ông lập tức được phong làm Công tước xứ Cornwall và Công tước xứ Rothesay ngay khi chào đời; rồi trở thành Thân vương xứ Wales và Bá tước xứ Chester vài ngày sau đó. Ngày 18 tháng 9 cùng năm, ông được rửa tội bởi Thomas Secker, Tổng giám mục Canterbury. Những người đỡ đầu của ông là Công tước Mecklenburg-Strelitz (chú của mẹ ông, mà đại diện là Công tước Devonshire, Lãnh chúa Chamberlain, đứng đại diện), Công tước Cumberland (ông chú của ông) và Vương thái phi xứ Wales (bà nội của ông). George là một học sinh có tài, và chỉ không lâu ông có thể thành thạo tiếng Pháp, tiếng Đức và tiếng Ý, cùng với ngôn ngữ mẹ đẻ là tiếng Anh.
Khi được 18 tuổi, ông được ban cho một dinh thự riêng, và trái ngược với phụ thân vốn là người giản dị và ít tai tiếng, ông lại đắm chìm trong cuộc sống lãng phí phóng đãng, ông nghiện rượu nặng, có nhiều nhân tình và cực kì phóng túng. Ông có lối nói chuyện dí dỏm, dù say hay tỉnh táo và tốt bụng, nhưng lại cực kì xa hoa, thích trang trí cung điện của mình. Vương tử bước sang tuổi 21 vào năm 1783, và được hưởng trợ cấp £60,000 (tương đương với £6.514.000 hiện nay) từ Nghị viện và hưởng thu nhập khoảng £50,000 (tương đương £5,429,000 hiện nay) từ phụ vương. Nhưng con số đó là quá ít cho những nhu cầu của George. Sau đó ông lại cho xây một dinh thự nữa ở Carlton House, và tha hồ tận hưởng cuộc sống quý tộc. Mâu thuẫn gia tăng giữa Thân vương xứ Wales với cha ông, vốn kỳ vọng rằng người thừa kế phải sống tiết kiệm hơn nhiều. Nhà vua, nhà chính trị bảo thủ, bị chống đối bởi sự ủng hộ của thái tử dành cho Charles James Fox và các chính trị gia đối lập khác.

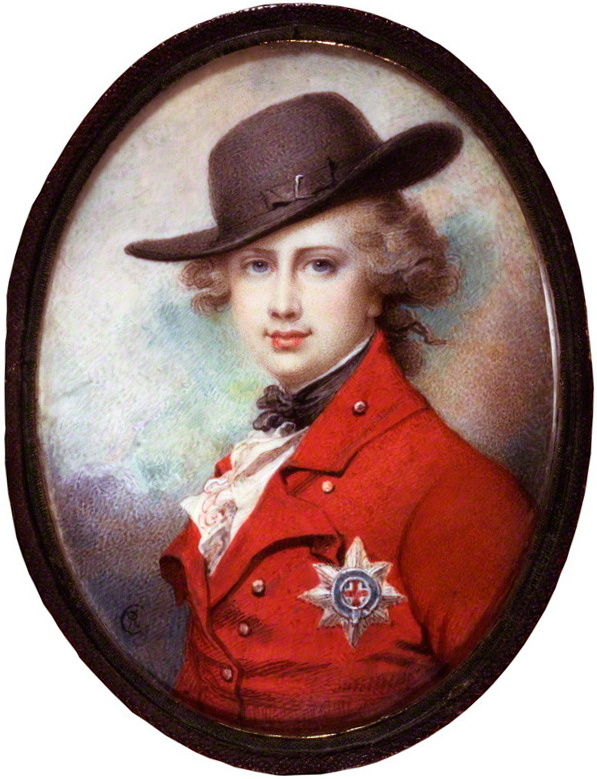
Chân dung thu nhỏ bởi Richard Cosway, c. 1780–82

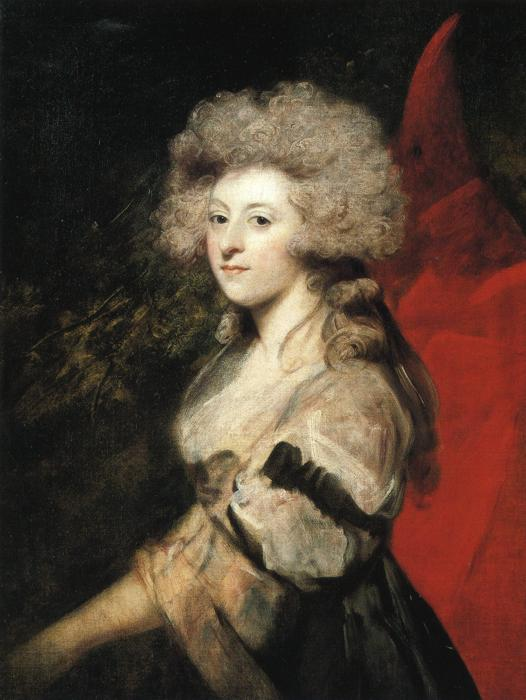
"Người vợ" không chính thức của George, Maria Anne Fitzherbert

Ngay khi vừa bước sang tuổi 21, Thân vương xứ Wales say mê Maria Fitzherbert. Bà không xuất thân quý tộc cao quý, lớn hơn ông 6 tuổi, hai lần góa bụa, và là người Công giáo. Mặc dù không môn đăng hộ đối, Thân vương quyết định kết hôn với bà. Nhưng điều này vi phạm vào Luật định cư 1701, cấm người trong danh sách nối ngôi kết hôn với người Công giáo, và Đạo luật Hôn nhân Vương thất 1772, cấm ông kết hôn mà không được nhà vua đồng ý, và chắc chắn nhà vua sẽ không đồng ý.
Mặc dù vậy, hai người vẫn tổ chức một buổi lễ kết hôn vào ngày 15 tháng 12 năm 1785 tại nhà của Maria ở Park Street, Mayfair. Về mặt pháp lý thì hôn nhân này không có giá trị, và nhà vua không đồng thuận (thậm chí không bao giờ nhà vua được hỏi ý về chuyện này). Tuy nhiên, Fitzherbert đã tin rằng mình là người vợ thật và hợp pháp của thái tử, theo đúng luật của Giáo hội để được cấp định bởi pháp luật của nhà nước. Vì các lý do chính trị, cuộc hôn nhân được giữ kín và Fitzherbert đã hứa sẽ không tiết lộ nó ra.
Thân vương sớm chìm vào nợ nần vì lối sống của chính ông. Cha ông từ chối giúp đỡ, buộc ông phải bỏ lại Carlton House và sống tại căn hộ của Fitzherbert. Năm 1787, các đồng minh chính trị của thái tử đề xuất nghị viện cung cấp một khoản viện trợ để giảm nợ cho ông. Quan hệ của ông với Fitzherbert bị đặt nghi ngờ, và việc cuộc hôn nhân bí mật bị phát giác trở thành nỗi xúc phạm đến danh dự của quốc gia, và quốc hội không đồng ý hỗ trợ ông. Theo lệnh của thái tử, lãnh đạo đảng Whig là Charles James Fox tuyên bố câu chuyện trên là một sự bịa đặt, vu khống. Fitzherbert không hài lòng với việc công khai khước từ cuộc hôn nhân một cách kịch liệt như vậy và dự định chấm dứt mọi quan hệ với thái tử. Ông xoa dịu bà ta bằng cách nhờ đến thành viên khác của đảng Whig, Richard Brinsley Sheridan, nói lại tuyên bố mạnh mẽ của Fox một cách cẩn thận hơn. Nghị viện, trong khi đó, đã cấp cho thái tử £161,000 (tương đương với £25.841.000 hiện nay) để thanh toán các khoản nợ và £60,000 (tương đương với £9.630.000 hiện nay) để sửa sang lại Carlton House.

## Khủng hoảng chấp chính 1788

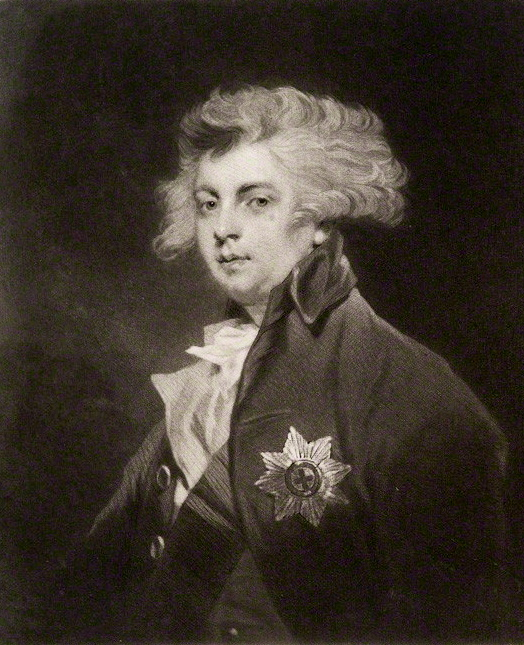
Chân dung vẽ bởi Sir Joshua Reynolds, 1785

Mùa hạ năm 1788, tình trạng thần kinh của nhà vua George III xấu đi, có thể là kết quả của căn bệnh di truyền porphyria. Ban đầu ông vẫn còn có thể hoàn thành các công việc và tuyên bố Nghị viện gián đoạn từ 25 tháng 9 đến 20 tháng 11. Thời gian nhà vua bị loạn trí, đặt ra mối đe dọa lớn đối với cuộc sống của ông, và khi Nghị viện họp lại vào tháng 11 nhà vua đã không thể làm theo thông lệ là đọc bài phát biểu từ đức vua trong khi Nghị viện khai mạc. Nghị viện cảm thấy tự nó đang ở một vị trí không vững vàng: theo đúng như pháp luật thì Nghị viện không thể hoạt động cho đến khi công bố bài phát biểu của Đức vua trong ngày khai mạc.
Mặc dù bị cấm hành động như vậy, Nghị viện bắt đầu tranh luận về người Nhiếp chính. Tại Viện Thứ dân, Charles James Fox tuyên bố ý kiến của ông là Thân vương xứ Wales có thể nắm toàn quyền điều hành đất nước khi nhà vua không có mặt. Trái ngược lại đó là ý kiến của Thủ tướng, William Pitt Trẻ, người lập luận rằng, vì không có một quy chế về điều này, thì quyền chọn Nhiếp chính là đặc quyền của Nghị viện. Ông thậm chí còn tuyên bố, nếu không có uy quyền của Nghị viện "Thân vương xứ Wales không có nhiều quyền hạn  ... để gánh vác chính phủ, hơn bất kì thần dân nào của quốc gia." Mặc dù không đồng tình với nguyên tắc cơ bản cho một Nhiếp chính, Pitt đồng ý với Fox rằng Thân vương xứ Wales là lựa chọn tốt nhất của cương vị Nhiếp chính.

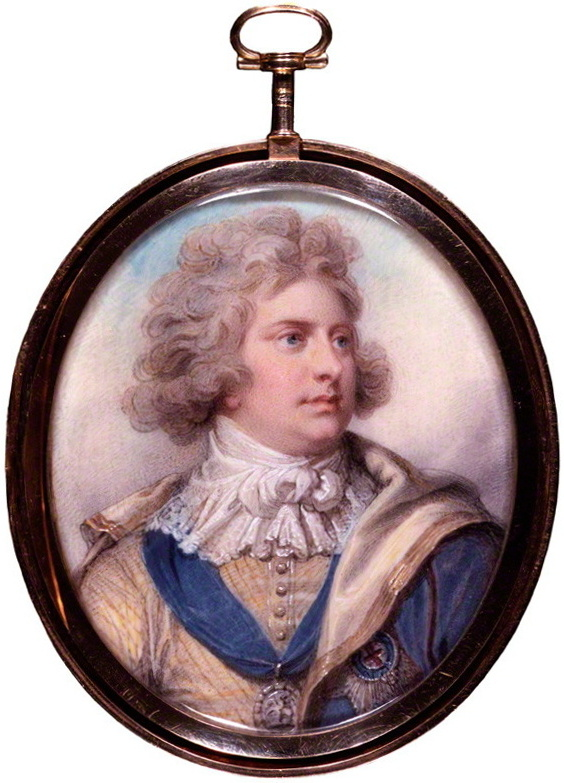
Tiểu họa bởi Richard Cosway, 1792

Thân vương xứ Wales — dù bị xúc phạm bởi sự táo bạo của Pitt — đã không hoàn toàn ủng hộ cách giải quyết của Fox. Em trai của ông, Hoàng tử Frederick, Công tước xứ York, tuyên bố rằng George sẽ không cố gắng thể hiện quyền lực nếu không có sự đồng ý của Nghị viện. Sau khi thông qua một số nghị định sơ bộ, Pitt vạch ra một kế hoạch chính thức cho việc Nhiếp chính, theo đó quyền lực của Thân vương xứ Wales bị hạn chế rất nhiều. Một vài ví dụ minh họa, là thái tử không thể bán tài sản của nhà vua hoặc phong tước cho bất cứ ai khác con của nhà vua. Thân vương xứ Wales chống đối kế hoạch của Pitt, tuyên bố nó là một "dự án yếu kém, rối loạn và bất ổn trong các cách giải quyết vấn đề." Vì lợi ích của quốc gia, cả hai bên đã đồng ý thỏa hiệp.
Một trở ngại của Dự luật Nhiếp chính là không có một bài phát biểu từ ngôi vua, là điều cần thiết trước khi Nghị viện có thể tiến hành các cuộc tranh luận hay bỏ phiếu. Bài phát ngôn thường được tuyên bố bởi đức vua, nhưng cũng có thể được tuyên bố bởi người đại diện của Hoàng gia gọi là Quan Ủy nhiệm; nhưng không có một tài liệu nào có thể đưa cho Quan Ủy nhiệm tuyên bố mà không có vương ấn đóng lên. Dấu ấn không thể tùy tiện đóng lên mà không được nhà vua cho phép. Pitt và các quan đồng ý loại bỏ yêu cầu cuối cùng và yêu cầu Quan Chưởng ấn đóng đại ấn mà không cần nhà vua đồng ý, như một hành động làm cho dự luật có giá trị. Cái tiểu thuyết pháp lý này bị tố cáo bởi Edmund Burke là "sự dối trá rõ ràng", một "sự phi lý chắc chắn", thậm chí là "giả mạo, lừa đảo". Công tước xứ York mô tả kế hoạch này "vi hiến và bất hợp pháp." Mặc dù vậy, những thành viên khác trong Nghị viện cảm thấy quy chế này là cần thiết để duy trì một chính phủ hiệu quả. Do đó, ngày 3 tháng 2 năm 1789, hơn hai tháng sau khi được triệu tập, Nghị viện đã được khai mạc bởi một nhóm "bất hợp pháp" của Quan Ủy nhiệm. Đạo luật chấp chính được công bố, nhưng trước khi nó được thông qua thì nhà vua hồi phục và tuyên bố rằng thành động như vậy là hợp lệ.

## Hôn nhân và tình nhân

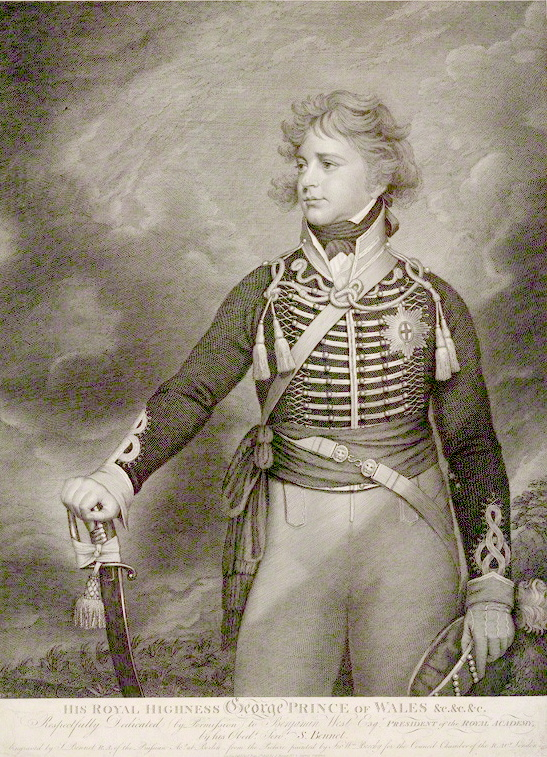
Chân dung bởi Sir William Beechey, 1798

Nợ của thái tử cứ chồng chất lên, và cha ông từ chối trợ cấp cho ông nếu ông không cưới cô em họ là Caroline xứ Braunschweig-Wolfenbüttel. Năm 1795, thái tử ưng thuận; và họ kết hôn ngày 8 tháng 4 năm 1795 tại Nhà nguyện hoàng gia, Cung điện St James. Cuộc hôn nhân, tuy nhiên, là một điều tệ hại; cả hai người đều không hợp với nhau. Họ chính thức li thân sau khi một đứa con chào đời, Công chúa Charlotte, năm 1796. Thái tử vẫn qua lại với Maria Fitzherbert trong phần lớn thời gian còn lại của cuộc đời, mặc dù có nhiều lúc ghẻ lạnh.
Các tình nhân của George bao gồm Mary Robinson, một đào hát đã được ban một khoản trợ cấp khá hào phóng khi bà ta đe dọa sẽ công bố bức thư của ông lên báo chí; Grace Elliott, người vợ đã ly hôn của một thầy thuốc; và Frances Villiers, Bá tước phu nhân Jersey, người từng chi phối ông trong một vài năm. Lúc về già, tình nhân của ông là Nữ hầu tước Hertford và Nữ hầu tước Conyngham, tất cả họ đều từng kết hôn với các quý tộc.
George được đồn đại là có rất nhiều con ngoại hôn. James Ord (sinh 1786) — người đã di cư sang Mỹ và trở thành một linh mục dòng Tên đã được cho là con trai của ông với Fitzherbert. Nhà vua, vào những năm cuối đời, đã nói với một người bạn rằng ông có một đứa con trai làm sĩ quan hải quân của Tây Ấn, danh tính của người này thì người ta dự đoán đó là Thuyền trưởng Henry A. F. Hervey (1786–1824), theo điều tra là con của George với nhạc sĩ Lady Anne Lindsay (sau là Barnard), con gái của Bá tước thứ 5 xứ Balcarres. Một báo cáo khác rằng con cháu của ông bao gồm Major George Seymour Crole, con trai của con gái quản đốc rạp hát Eliza Crole hoặc Fox; William Hampshire, con trai của Sarah Brown; và Charles "Beau" Candy, con trai với một phụ nữ Pháp và ông này mang họ mẹ. Anthony Camp, Giám đốc nghiên cứu tại Society of Genealogists, đã bác bỏ những tuyên bố rằng George IV là cha của Ord, Hervey, Hampshire và Candy, cho những chuyện đó là hư cấu.
Vấn đề nợ của Thân vương xứ Wales, tổng cộng vào thời điểm cao nhất là £630,000 (tương đương với £82.215.000 ngày nay) vào thời điểm 1795, đã được giải quyết (ít nhất là tạm thời) bởi Nghị viện. Không muốn cung cấp cho ông đủ tiền để xóa hết nợ, họ chỉ tăng trợ cấp thêm cho ông là £65,000 (tương dương với £8.482.000 hiện nay mỗi năm). Năm 1803, được cộng thêm £60,000 (tương đương với £6.921.000 hiện nay), và các khoản nợ của George năm 1795 đã được trả xong vào năm 1806, mặc dù các khoản nợ sau năm 1795 vẫn còn đó.
Năm 1804, một cuộc tranh chấp phát sinh về vấn đề nuôi dưỡng Công chúa Charlotte, dẫn đến việc cô được đặt dưới sự trông nom của Nhà vua, George III. Nó cũng dẫn đến việc Nghị viện mở ủy ban điều tra về các hành vi của Công nương Caroline sau khi Thân vương xứ Wales cáo buộc bà có một đứa con ngoại hôn. Theo kết quả điều, tra, Caroline không bị kết án nhưng người ta vẫn khám phá ra các hành vi thiếu thận trọng của bà.

## Nhiếp chính

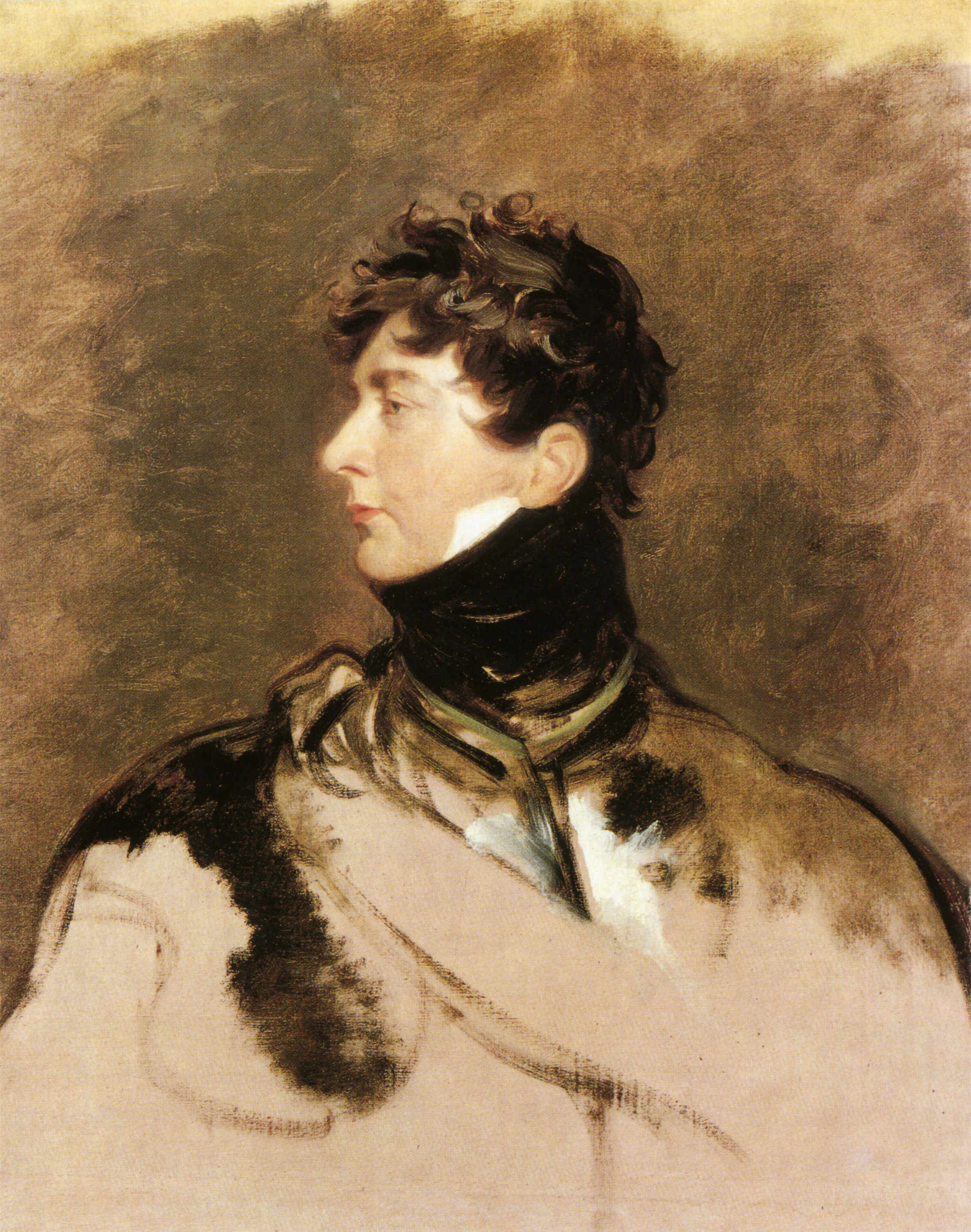
Tranh nửa mặt bởi Sir Thomas Lawrence, 1814.

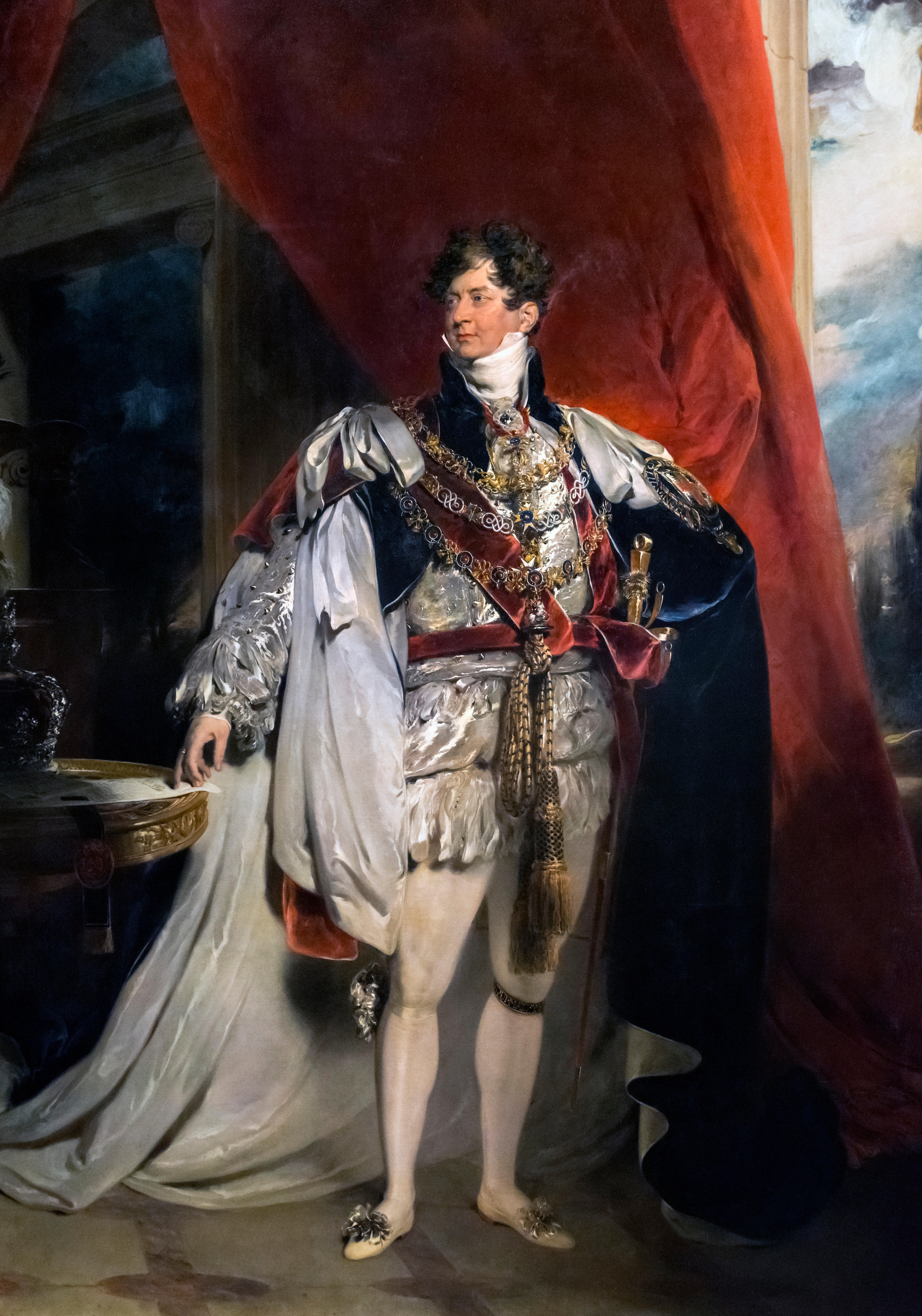
Chân dung trong trang phục Cấp tước Gater bởi Lawrence, 1816.

Cuối năm 1810, George III một lần nữa tái phát bệnh cũ sau cái chết của cô con gái mà ông thương yêu nhất, Công chúa Amelia. Nghị viện chấp nhận thực hiện theo đúng kế hoạch năm 1788, không cần sự đồng ý của nhà vua, Quan Ủy nhiệm đóng dấu ấn tín lên chứng thư dưới tên Quan Ủy nhiệm. Chứng thư bị thiếu chữ ký của quốc vương, nhưng đã được niêm phong theo yêu cầu của Quốc hội và dự luật được lưỡng viện thông qua, dưới tên của nhà vua, sau đó được hoàng gia chấp thuận và trở thành Đạo luật Nhiếp chính 1811. Nghị viện hạn chế một số quyền hạn của hoàng tử Nhiếp chính (cũng tức là Thân vương xứ Wales). Những sự kiềm chế đó kết thúc một năm sau khi thông qua Đạo luật. Thân vương xứ Wales trở thành Hoàng tử Nhiếp chính ngày 5 tháng 2 năm 1811.
Nhiếp chính giao cho các đại thần nắm toàn quyền quản lý các công việc, trong khi ông đóng vai trò hạn chế hơn nhiều so với phụ thân. Một nguyên tắc theo đó Thủ tướng là một cá nhân được sự ủng hộ của Hạ viện cho dù Nhà vua có đồng ý hay không, bắt đầu hình thành. Chính phủ khi đó, với một ít sự trợ giúp của Nhiếp chính, chủ trì các chính sách của Anh quốc. Một trong những cuộc xung đột chính trị quan trọng nhất đó là vấn đê giải phóng Công giáo, một phong trào xóa bỏ các hạn chế về chính trị bị áp đặt lên những người Công giáo. Đảng Bảo thủ, được lãnh đạo bởi Thủ tướng, Spencer Perceval, phản đối việc giải phóng Công giáo, trong khi đảng Whigs thì ủng hộ. Vào đầu thời kì Nhiếp chính, Thân vương xứ Wales đã dự định ủng hộ lãnh đạo đảng Whig, William Grenville, Nam tước Grenville thứ nhất. Tuy nhiên, ông lại không ngay lập tức đưa Lãnh chúa Grenville và các thành viên Whig vào chính phủ. Theo lời khuyên của mẫu thân, ông tuyên bố rằng việc đột ngột sa thải chính phủ đảng Tory sẽ gây ra một tổn hại nghiêm trọng đến sức khỏe của Nhà vua (người ủng hộ một cách kiên định đối với đảng Bảo thủ), do đó ngăn cản khả năng khỏi bệnh của ông ta.
Năm 1812, khi khả năng nhà vua sẽ hồi phục dần mờ đi, Thân vương xứ Wales một lần nữa thất bại trong việc thành lập chính phủ của đảng Whig. Thay vào đó, ông đề nghị họ tham gia phục vụ trong chính phủ của Perceval. Đảng Whig, tuy nhiên, từ chối hợp tác vì những bất đồng trong chính sách giải phóng Công giáo. Một cách miễn cưỡng, Thái tử bèn cho phép Perceval tiếp tục làm Thủ tướng.
Ngày 10 tháng 5 năm 1812, Perceval bị ám sát bởi John Bellingham. Hoàng tử Nhiếp chính chuẩn bị bổ nhiệm lại một lãnh đạo mới cho tất cả các thành viên trong chính phủ Perceval. Hạ viện chính thức công bố ước nguyện của họ về "một chính quyền vững mạnh và hiệu quả", nên Hoàng tử Nhiếp chính trao quyền lãnh đạo chính phủ cho Richard Wellesley, Hầu tước Wellesley thứ nhất, và sau đó là Francis Rawdon-Hastings, Bá tước Moira đời thứ hai, cùng nhau phân chia quyền lực. Có nhà chính trị phân tích rằng, Hoàng tử vốn đã biết rằng hai người này sẽ không phục nhau. Khi điều đó trở thành sự thật, George bèn lấy cớ này mà lập tức tái bổ nhiệm chính phủ của Perceval, lúc này do Robert Jenkinson, Bá tước thứ 2 xứ Liverpool, làm tướng.
Đảng Bảo thủ, không giống như những thành viên Whig ví dụ Bá tước xứ Grey, tiếp tục hạ quyết tâm trong cuộc chiến tranh trên lục địa châu Âu chống lại Đại hoàng đế Pháp là Napoleon I. Một liên minh chống Pháp, bao gồm Nga, Phổ, Áo, Anh và nhiều tiểu quốc khác, đã đánh bại Napoleon vào năm 1814. Theo nghị quyết của Hội nghị Vienna, Tuyển hầu quốc Hanover, một vùng lãnh thổ có cùng quân vương với nước Anh từ 1714, trở thành một vương quốc, gọi là Vương quốc Hanover. Ngày 30 tháng 12 năm 1814, Hoàng tử Nhiếp chính ký và phê chuẩn Hiệp ước Ghent để kết thúc Chiến tranh 1812 với Hoa Kỳ. Napoleon trở về từ nơi bị lưu đày năm 1815, nhưng lại bị thua trong Trận Waterloo dưới tay Arthur Wellesley, Công tước thứ nhất xứ Wellington, anh của Hầu tước Wellesley.
Trong thời kì này George có mối quan tâm đặc biệt dành cho mĩ thuật và thời trang, và các cộng sự của ông như người ăn diện Beau Brummell và kiến trúc sư John Nash đã tạo nên Nền kiến trúc thời kì Nhiếp chính. Ở Luân Đôn Nash đã thiết kế các dãy thềm của Công viên Nhiếp chính và Đường Nhiếp chính. George đã lên một ý tưởng mới về một spa ở vùng ven biển và cho phát triển Brighton Pavilion thành một cung điện ở bờ biển, với cấu trúc được Nash phỏng theo phong cách "Kiến trúc Gothic Ấn Độ" lấy cảm hứng từ ngôi đền Taj Mahal, với phần bên trong bắt chước theo kiểu "Ấn Độ" và "Trung Quốc".

## Cai trị

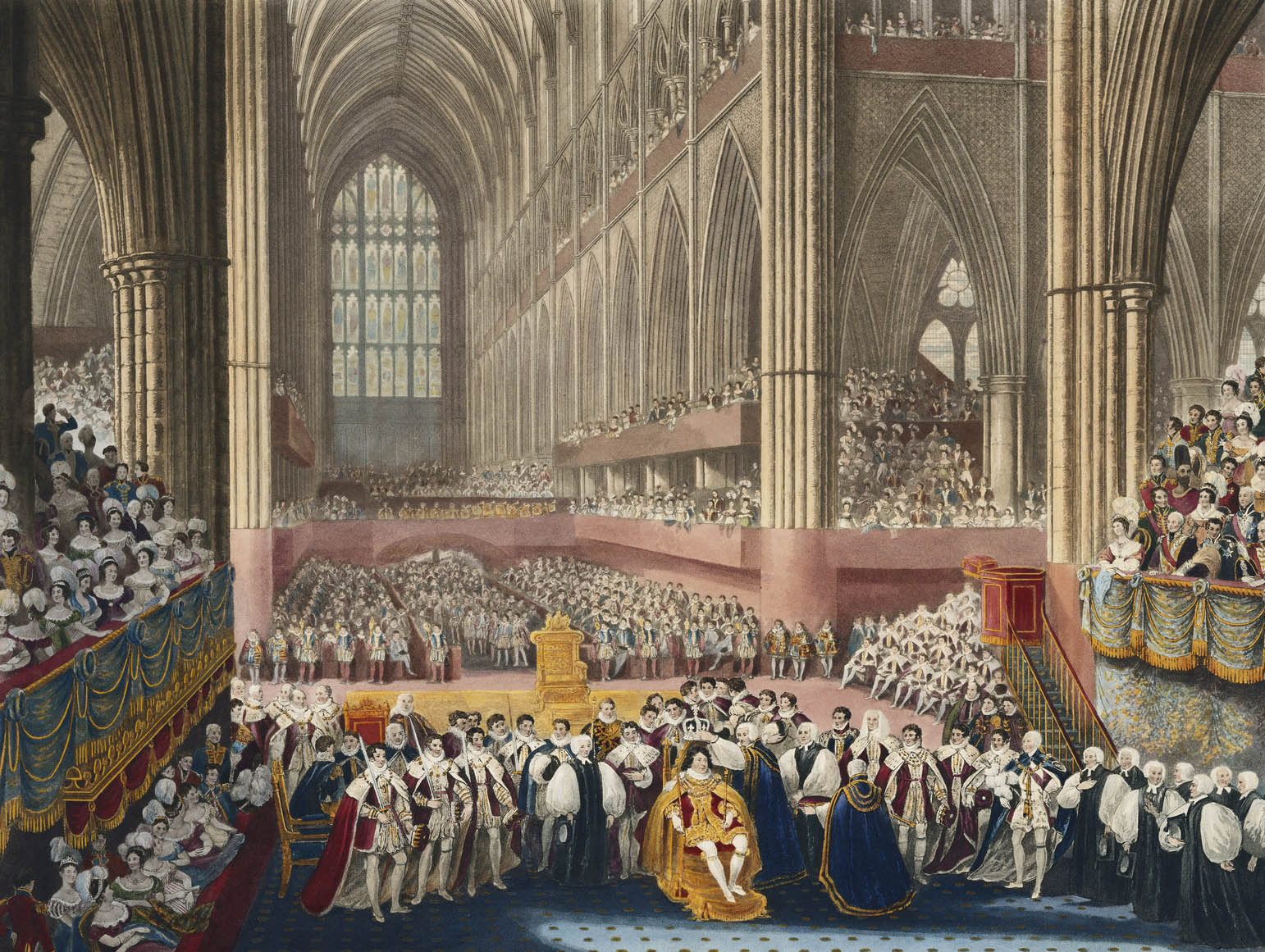
Lễ đăng quang của George IV, 19 tháng 7 năm 1821

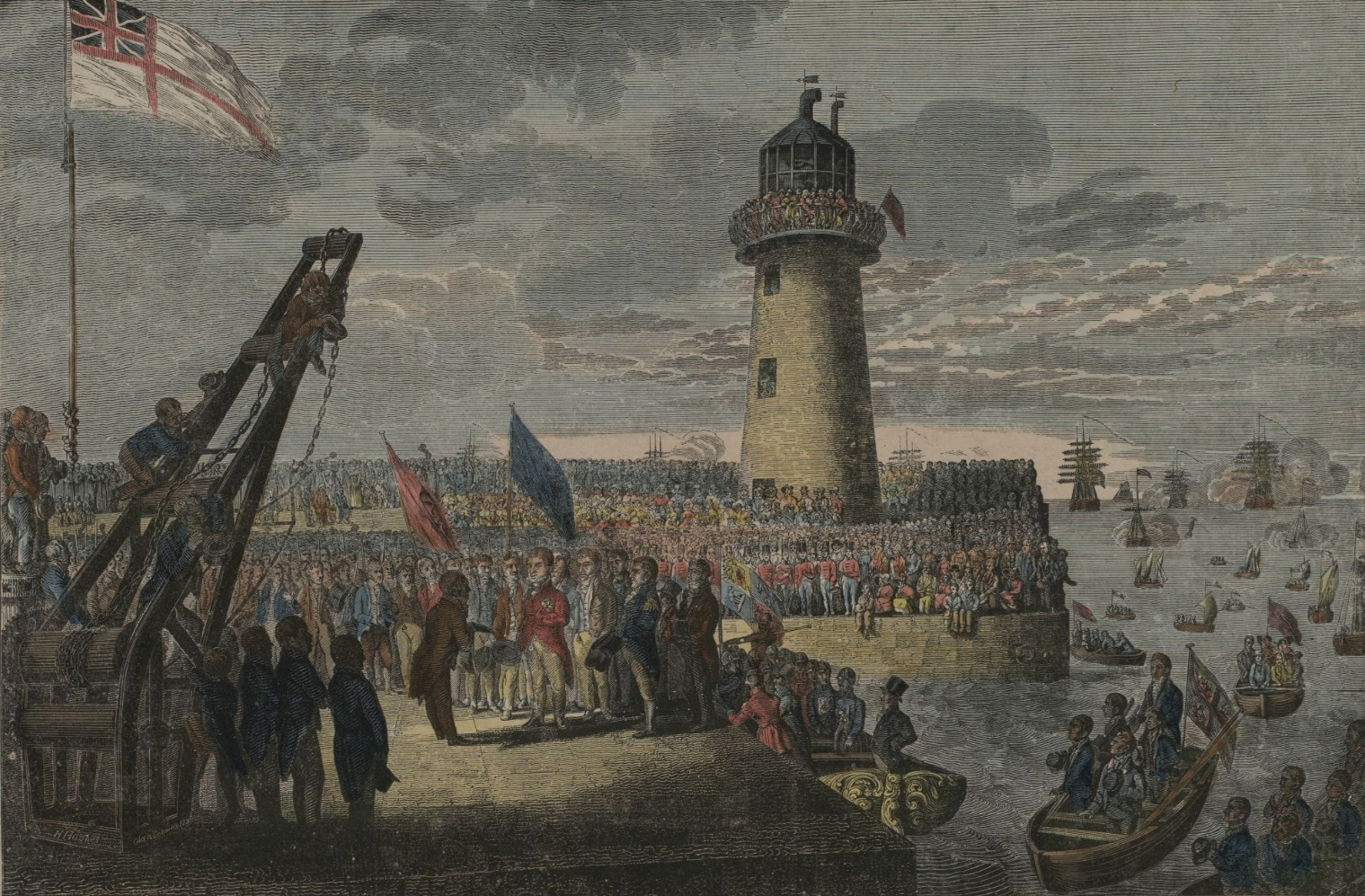
George IV đang ở Holyhead trên đường đến Ireland ngày 7 tháng 8 năm 1821, cũng là ngày vợ ông chết

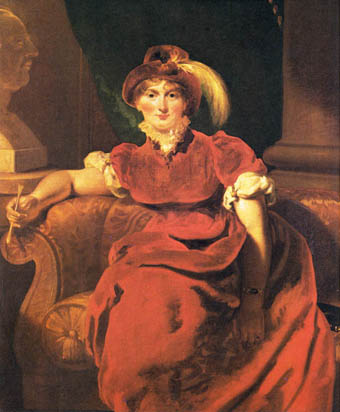
Chân dung hoàng hậu Caroline.

Khi George III qua đời năm 1820, Hoàng tử Nhiếp chính, đã 57 tuổi, kế vị ngai vàng với vương hiệu George IV, với quyền lực không thay đổi mấy so với trước. Vào thời điểm lên ngôi, ông phát phì và có thể đã nghiện cồn thuốc phiện.
Quan hệ giữa George IV với vợ ông, Caroline xấu đi rõ ràng vào lúc ông kế vị. Họ đã sống li thân từ năm 1796, và cả hai đều đã có những chuyện tình khác. Năm 1814, Caroline rời khỏi nước Anh cho một kì nghỉ ở lục địa, nhưng bà quyết định trở về trong ngày lễ đăng quang của chồng, và công khai đòi quyền làm Vương hậu. Tuy nhiên, George IV từ chối Caroline là Vương hậu, và chỉ huy các đại sứ Anh rằng ở Hanover cũng như vậy. Theo lệnh của hoàng gia, tên của Caroline bị bỏ qua trong Sách Cầu nguyện chung, trong phụng vụ của Giáo hội Anh.
Nhà vua tìm cách li hôn, nhưng các cố vấn khuyên rằng bất kì thủ tục li dị nào cũng sẽ dẫn đến việc những bằng chứng về các mối quan hệ ngoài hôn nhân của nhà vua bị phơi bày. Vì thế, ông đề nghị và đảm bảo sự ra đời của Dự luật Thống khổ và Hình phạt, theo đó Nghị viện của thể áp đặt hình phạt pháp lý không cần thông qua xét xử tại phiên toà. Dự luật này sẽ bãi bỏ cuộc hôn nhân và loại Caroline khỏi cương vị Hoàng hậu. Dự luật rất không được dân chúng ủng hộ, và đã bị thu hồi từ Nghị viện. Tuy nhiên George IV quyết định cấm hoàng hậu tham dự lễ đăng quang của ông tại Tu viện Westminster, ngày 19 tháng 7 năm 1821. Caroline bị ốm vào ngày hôm đó và qua đời ngày 7 tháng 8, vào lúc hấp hối bà thường nói rằng bà nghĩ mình bị đầu độc.

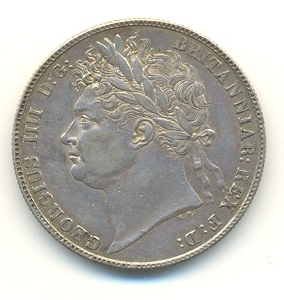
Nửa bên mặt của George IV, 1821

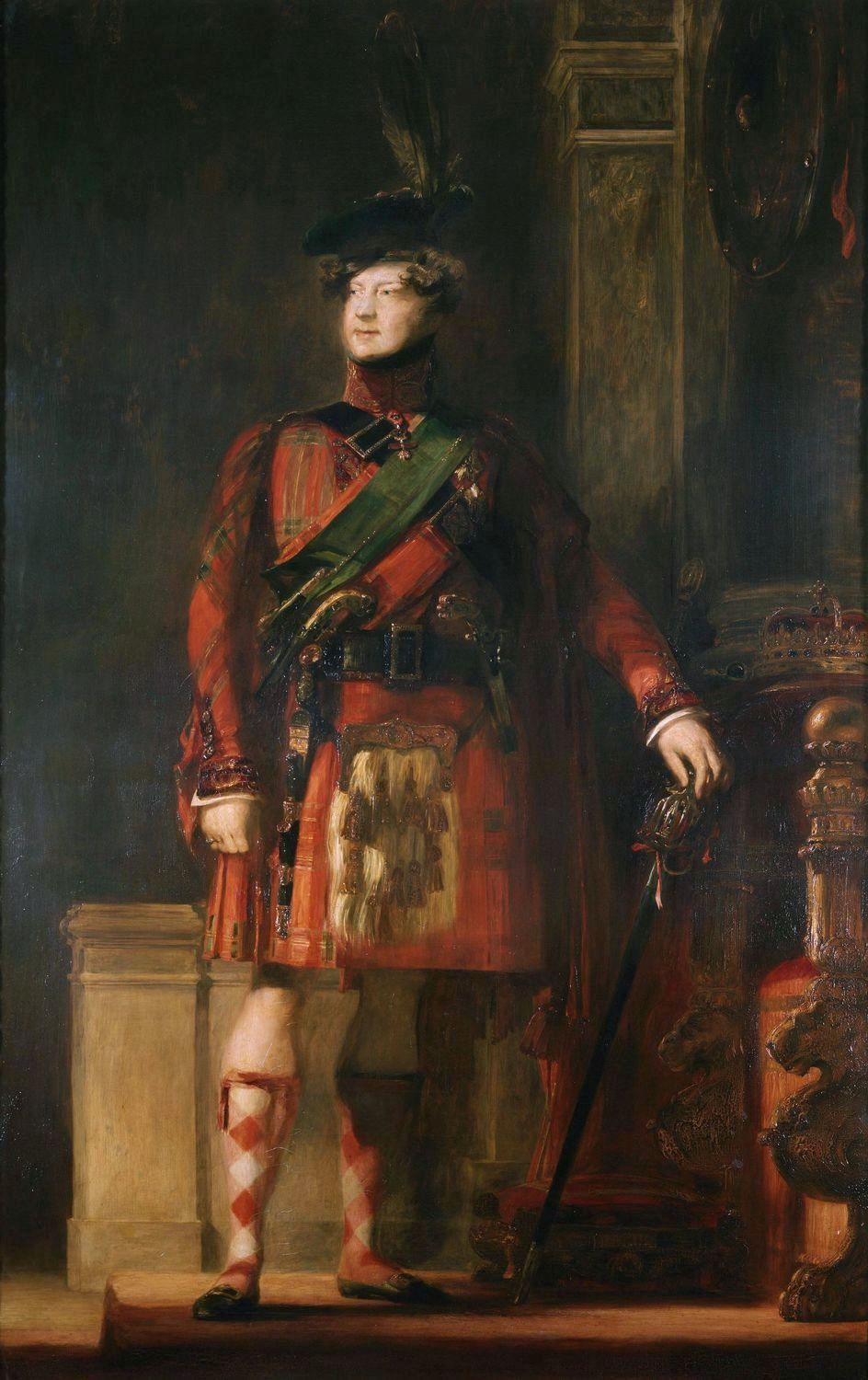
Chân dung bởi Sir David Wilkie miêu tả nhà vua trong chuyến thăm của ông tới Scotland

Lễ đăng quang của George là một sự kiện cực kì lộng lẫy và xa hoa, tiêu tốn đến £243,000 (tương đương £27.970.000 vào 2025; để so sánh, thì lễ đăng quang của cha ông chỉ tiêu tốn có £10,000, chưa bằng 1/20 của ông). Mặc dù chi phí tốn kém, nhưng nó là một sự kiện có tính chất đại chúng. Năm 1821, nhà vua trở thành vị quân vương đầu tiên đến thăm Ireland kể từ sau thời Richard II của Anh. Năm sau ông đến thăm Edinburgh cho "1 và 20 ngày ngớ ngẩn". Chuyến thăm Scotland, được tổ chức bởi Sir Walter Scott, là chuyến thăm đầu tiên của quốc vương Anh đến đây từ giữa thế kỉ XVII.
George IV dành phần lớn những năm cuối đời sống ẩn dật tại Lâu đài Windsor, nhưng ông vẫn tiếp tục can thiệp vào chính trị. Lúc đầu người ta tin rằng ông sẽ ủng hộ chính sách Giải phóng Công giáo, như ông đã từng đề xuất một dự luật Giải phóng Công giáo ở Ireland năm 1797, nhưng quan điểm chống Công giáo của ông trở nên rõ ràng vào năm 1813 khi ông vận động đánh bại Dự luật nhằm giảm bớt hạn chế đối với Công giáo. Năm 1824 ông bị quần chúng lên án vì giải phóng công giáo. Đã từng tuyên thệ trong buổi lễ đăng quang, George lập luận rằng ông quyết tâm bảo vệ đức tin Kháng Cách và không ủng hộ bất kì biện pháp giải phóng Công giáo nào. Ảnh hưởng của ngôi vua còn rất lớn, và quyền lực của Đảng Bảo thủ dưới thời Thủ tướng Jenkison quá mạnh, nên việc giải phóng Công giáo dường như vô vọng. Tuy nhiên năm 1827, Lãnh chúa Liverpool nghỉ hưu và được thay thế bởi một người ủng hộ tự do tôn giáo trong đảng Bảo thủ là George Canning. Khi Canning bước vào nội các, nhà vua đã bí mật chỉ thị của các đại thần về vấn đề Công giáo, nghĩ rằng thực là phù hợp để có một tuyên bố công khai về những ý kiến của ông và vấn đề trên cũng là giống như người cha đáng kính của ông, George III.
Quan điểm giải quyết vấn đề tôn giáo của Canning không được đón nhận bởi phần nhiều thành viên Đảng Bảo thủ, bao gồm cả Công tước Wellington. Kết quả là, chính phủ bị buộc phải có sự tham gia của đảng Whigs. Canning chết vào cuối năm đó, và Frederick Robinson, Tử tước Goderich, lên thay lãnh đạo chính phủ liên minh mỏng manh Tory-Whig. Lãnh chúa Godwrich bị bãi chức năm 1828, và kế nhiệm bởi Công tước Wellington, người theo thời gian cũng đã chấp thuận rằng sự bác bỏ những biện pháp giải phóng đối với người Công giáo là không phù hợp với tình hình chính trị. George không bao giờ thân thiết với Wellington như là với Canning và đã tìm cách làm phiền công tước bằng cách giả bộ đã chiến đấu tại Waterloo dưới lớp cải trang thành một vị tướng Đức. Với nhiều khó khăn, Wellington đã nhận được sự chấp thuận của nhà vua để giới thiệu Dự luật nới lỏng Công giáo ngày 29 tháng 1 năm 1829. Dưới ảnh hưởng từ vị hoàng đệ chống công giáo của ông, Công tước Cumberland, nhà vua rút lại điều đã phê chuẩn khi trước và phản đối nội các từ chức đồng loạt ngày 4 tháng 3. Ngày hôm sau, nhà vua, đang chịu sức ép chính trị khá căng từ sự từ nhiệm của nội các, đành miễn cưỡng đồng ý với Dự luật và chính phủ vẫn nắm quyền. Cuối cùng Hoàng gia phê chuẩn cũng được ban ra và Đạo luật giải phóng Công giáo được thông qua ngày 13 tháng 4.

## Bệnh tình và Tạ thế

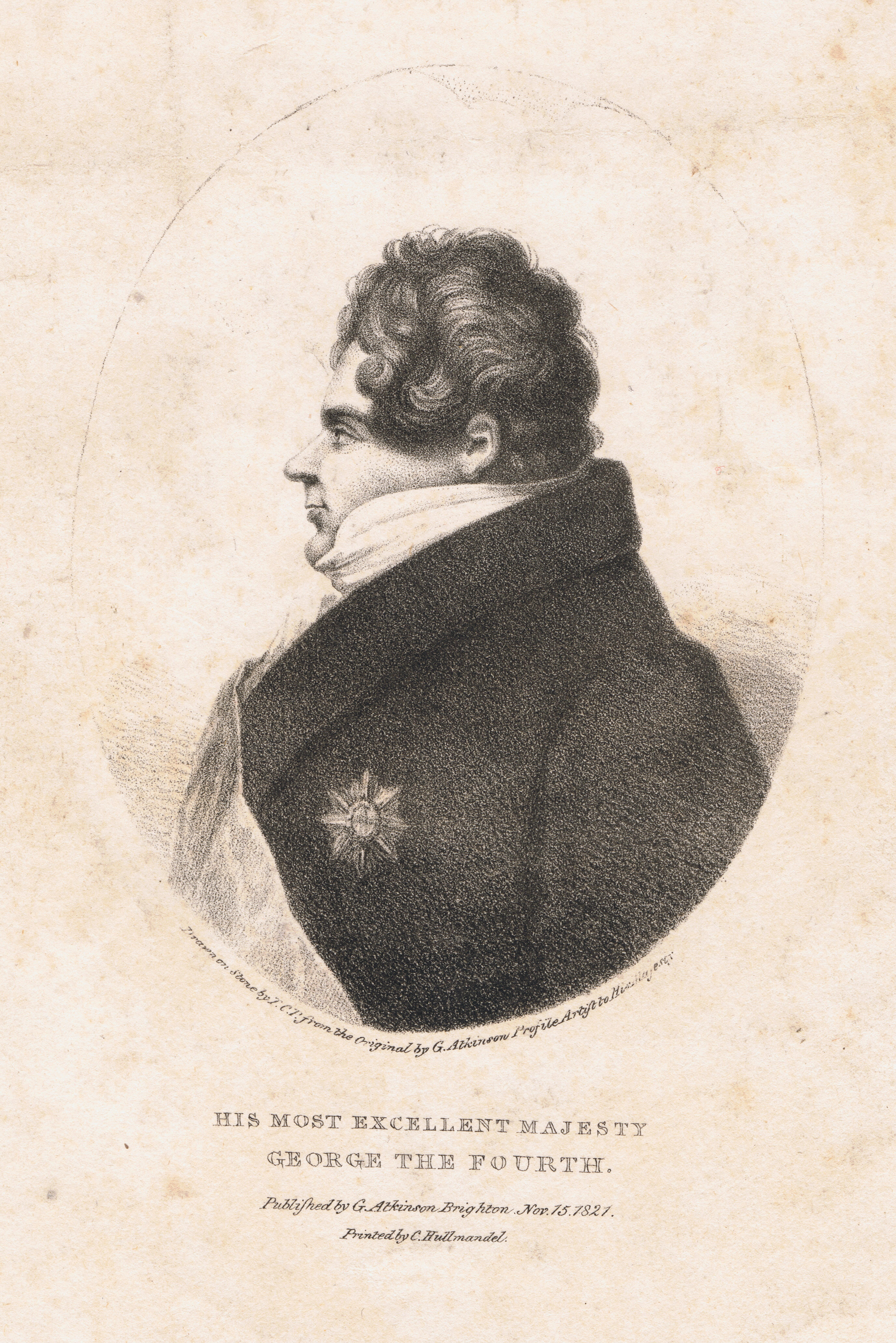
Thạch bản của George IV nhìn nghiêng, bởi George Atkinson, in trong C. Hullmandel, 1821

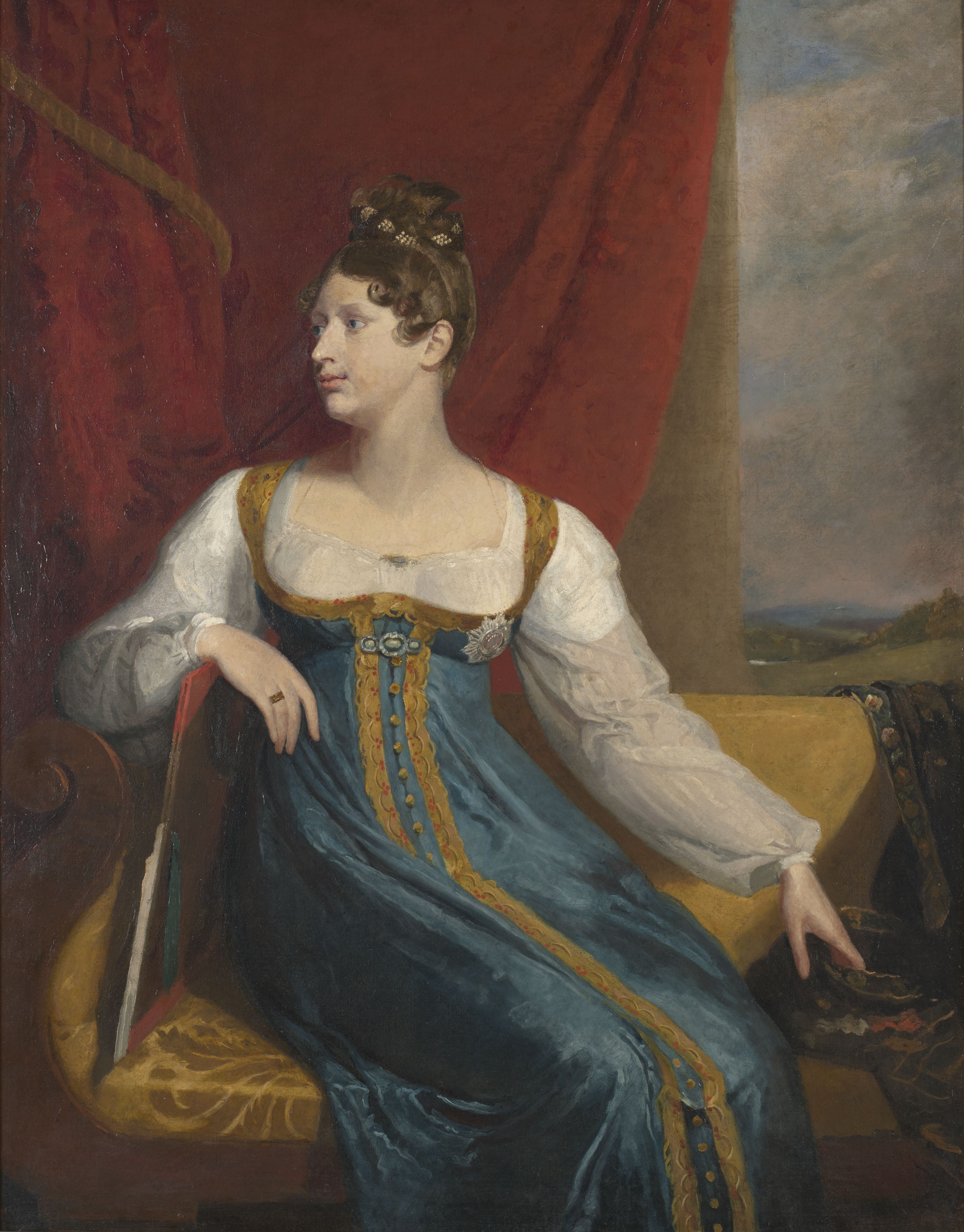
Chân dung Công chúa Charlotte

George đã nghiện rượu nặng và có một lối sống buông thả, do đó sức khỏe của ông xuống dốc nhanh vào cuối những năm 1820. Thường xuyên tiệc tùng chè chén, ông trở nên quá khổ, vì thế trở thành mục tiêu chế nhạo trong mỗi lần xuất hiện trước công chúng. Năm 1797 cân nặng của ông đạt tới 17 stone 7 pound (111 kg; 245 lb), và năm 1824 vòng eo của ông là 50 inch (130 cm). Ông bị bệnh gout, xơ cứng động mạch, phù vùng ngoài ("cổ chướng"), và có thể là porphyria. Trong năm cuối cùng của cuộc đời, ông nằm cả ngày trên giường và những cơn khó thở liên tục hành hạ ông.
Tháng 12 năm 1828, giống như phụ thân khi trước, ông gần như hoàn toàn mù bởi bệnh đục thủy tinh thể, và đã mắc chứng gout nặng ở tay phải và cánh tay của ông không còn đủ sức để ký tên vào các văn bản. Giữa năm 1829, Sir David Wilkie đã mô tả "Thánh thượng đã hao mòn đi dần từ ngày qua ngày", và trở nên mập đến mức ông trông giống như "một khúc xúc xích bự chảng nhét vào bao phủ". Nhà vua đã dùng cồn thuốc phiện để chống lại cơn đau bàng quang nặng, và khiến ông bị mê sảng nhiều lần và rơi vào tình trạng tàn tật trong những ngày cuối cùng. Năm 1830 cân nặng của ông được ghi nhận lại là 20 stone (130 kg; 280 lb).
Mùa xuân năm 1830, cái tạ thế của George IV đã là quá rõ ràng. Bị hành hạ bởi chứng cổ chướng và khó thở, ông buộc phải ngủ trong tư thế ngồi thẳng trên một cái ghế, và các bác sĩ phải thường xuyên vỗ bụng ông để các chất dư thừa có thể thoát ra ngoài. Ông được ngưỡng mộ vì đã cố gắng bám víu cuộc sống dù cho tình trạng ngày một tồi tệ. Ông viết chúc thư vào tháng 5 và trở nên rất mộ đạo trong những tháng cuối cùng, bày tỏ với một phó giám mục rằng ông đã ăn năn vì cuộc sống phóng đãng vào thời trẻ, nhưng hi vọng sự thương xót sẽ đến với ông vì ông luôn cố gắng làm những điều tốt nhất cho thần dân. Khoảng 3 giờ rưỡi sáng ngày 26 tháng 6 năm 1830 tại Lâu đài Windsor, ông đã gọi "Chúa ơi, đây là gì?", nắm chặt tay cậu tiểu đồng hầu cận, nói "cậu bé của trẫm, đây là cái chết", và rồi ông tạ thế. Các bác sĩ đã tiến hành một cuộc khám nghiệm tử thi cho kết quả là ông tạ thế vì bệnh rò rỉ đường tiêu hóa, kết quả của việc một mạch máu bị vỡ trong dạ dày của ông. Một lượng lớn khối u "kích thước như quả cam" được tìm thấy trong bàng quang của ông, và quả tim của ông bị phình ra bị bao quanh bởi lượng mỡ khá lớn và van tim bị vôi hóa. Ông được an táng ở Nhà nguyện St George, Lâu đài Windsor, vào ngày 15 tháng 7.
Người con duy nhất của ông, Công chúa Charlotte xứ Wales, đã qua đời vì biến chứng hậu sản năm 1817 sau khi hạ sinh một đứa bé chết yểu. Hoàng nhị đệ, Hoàng tử Frederick, Công tước York và Albany, đã chết mà không có con cái vào năm 1827, nên ngôi vàng thuộc về người em trai thứ ba của ông là Hoàng tử William, Công tước Clarence, với vương hiệu William IV.

## Di sản

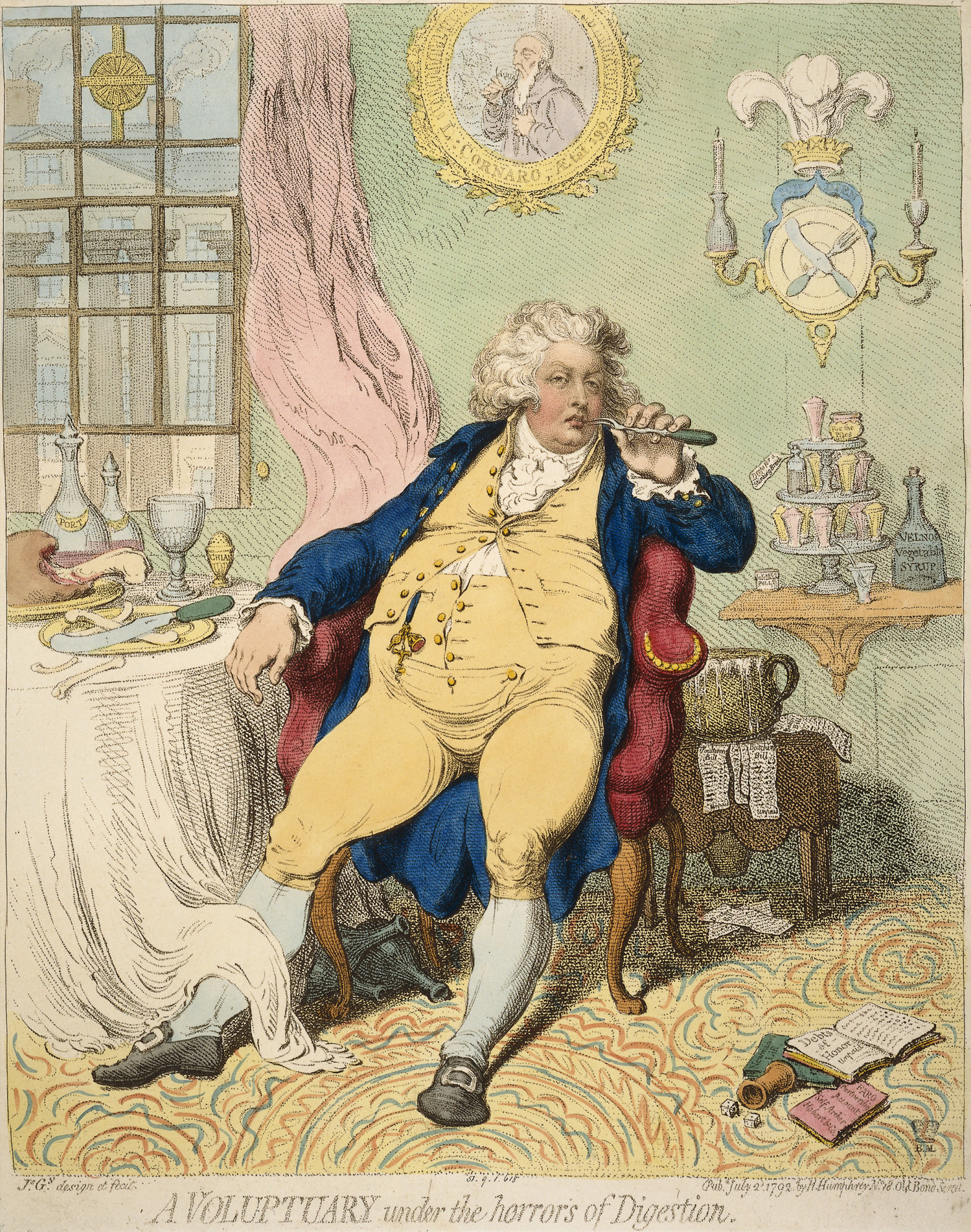
"A Voluptemony Under The Horrors of Digestion": 1792 bức biếm họa của James Gillray từ thời đại George là Thân vương xứ Wales

Những năm cuối của vua George được đấu dấu bởi sự suy sụp về sức khỏe thể chất lẫn tinh thần và ông rút khỏi các đại sự quốc gia. Một phụ tá cao cấp của nhà vua viết trong nhật ký của ông ta: "Một kẻ đáng kinh, hèn nhát, ích kỉ, một con chó vô cảm không còn tồn tại ... Đã có rất nhiều vị vua tốt và khôn ngoan nhưng không nhiều trong số họ ... và tôi tin rằng đây là thứ tồi tệ nhất." Về cái chết của ông The Times có một đánh giá ngắn gọn: "Không bao giờ có một cá nhân ít được thươc tiếc bởi đồng loại hơn cái vị vua quá cố. Con mắt nào đã khóc cho ông ta? Quả tim nào đã phồng lên một nhịp đau xót thực lòng không vụ lợi? ... Nếu ông ta đã từng có một người bạn – một người bạn tận tâm cho dù ở cấp bậc nào - chúng ta quả quyết rằng tên của anh ta hay cô ta không bao giờ được đến tai chúng ta." George IV được miêu tả là "Quý ông đệ nhất của Anh quốc" vì phong cách nhã nhặn và lịch thiệp của ông. Ông có nhiều phẩm chất tốt; ông lanh lợi, thông minh và hiểu biết. Tuy nhiên, sự lười biếng và lãng phí của ông đã làm hao mòn nhiều phần tài năng đó. The Times viết, ông luôn thích "một cô gái và một chai rượu hơn là chính trị và một bài diễn thuyết".
Thời kì Nhiếp chính đã chứng kiến nhiều sự thay đổi lớn về phong cách thời trang với ảnh hưởng quyết định từ George. Sau khi các đối thủ chính trị đặt thuế cho tóc giả, ông bỏ luôn việc đội tác giả và để bộ tóc tự nhiên. Ông diện trang phục tối hơn trước kia nhằm che giấu thân hình quá khổ, ông thích mặc quần tây dài và quần ngắn hơn là quần ống túm vì chúng lỏng hơn, và dùng những chiếc áo cổ cao vì nó giúp che giấu đôi cằm của ông. Chuyến thăm tới Scotland của ông năm 1822 dẫn đến sự hồi sinh, nếu không phải là sự tạo ra, của trang phục vải len kẻ ô vuông của người Scotland ngày hôm nay.
Trong cuộc khủng hoảng chính trị liên quan đến giải phóng Công giáo, Công tước Wellington đã nói rằng George là "người đàn ông tồi tệ nhất mà ông ta từng gặp trong cuộc đời, ích kỉ nhất, sai lầm nhất, độc ác nhất, và hoàn toàn không có một phẩm chất nào gỡ lại", nhưng bài ca tụng của ông ta phát biểu ở Thượng viện lại nói George "người đàn ông hoàn hảo nhất của thời đại" và tán dương kiến thức cũng như tài năng của ông.

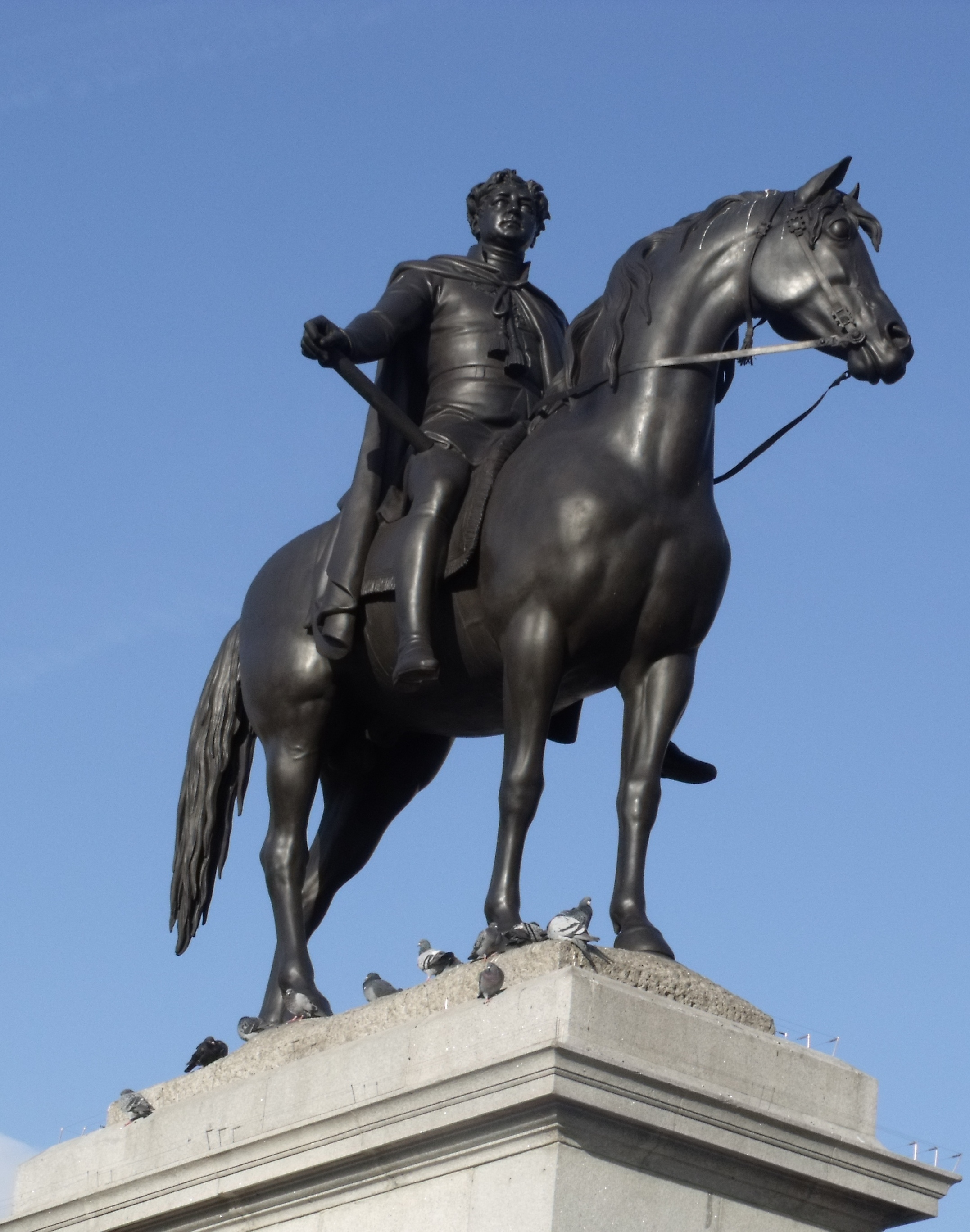
Tượng của George IV ở Trafalgar Square, Luân Đôn

Có rất nhiều bức tượng vua George IV, phần nhiều trong số đó được dựng lên dưới thời của ông. Ở Liên hiệp Anh, chúng bao gồm một tượng đồng khắc hình ông ngồi trên lưng ngựa được thiết kế bởi Sir Francis Chantrey đặt trong Quảng trường Trafalgar và một cái khác ở Rạp Hoàng gia thuộc Brighton.
Ở Edinburgh, "Cầu George IV" là con đường chính nối Đại lộ Old Town với phía bắc qua khe núi Cowgate, được thiết kế bởi kiến trúc sư Thomas Hamilton năm 1829 và hoàn thành năm 1835. King's Cross, bây giờ là một tuyến đường giao thông chính ở địa phận giáp giữa Camden và Islington ở Bắc Luân Đôn, lấy tên từ một đài tưởng niệm dành cho George IV đầu những năm 1830. Một quảng trường và ở công viên lân cận thuộc St Luke's, Islington, cũng lấy theo tên của George IV.

## Danh hiệu, huy hiệu và vinh dự

### Danh hiệu
- 12 tháng 8 năm 1762 – 29 tháng 1 năm 1820: His Royal Highness Công tước Cornwall
- 19 tháng 8 năm 1762 – 29 tháng 1 năm 1820: His Royal Highness Thân vương xứ Wales
- 5 tháng 2 năm 1811 – 29 tháng 1 năm 1820: His Royal Highness Hoàng tử Nhiếp chính
- 1 tháng 10 năm 1814 – 29 tháng 1 năm 1820: His Royal Highness Thái tử Hanover
- 29 tháng 1 năm 1820 – 26 tháng 6 năm 1830: Đức vua Bệ hạ

Khi mới sinh, ông cũng được hưởng vinh dự là Hoàng tử của Liên hiệp Anh, Hoàng tử Tuyển hầu của Brunswick-Lüneburg và Công tước Rothesay. Theo Đạo luật của Nghị viện về Nhiếp chính, danh hiệu của Hoàng tử khi Nhiếp chính là "Nhiếp chính của Liên hiệp Anh và Ireland".

### Danh dự

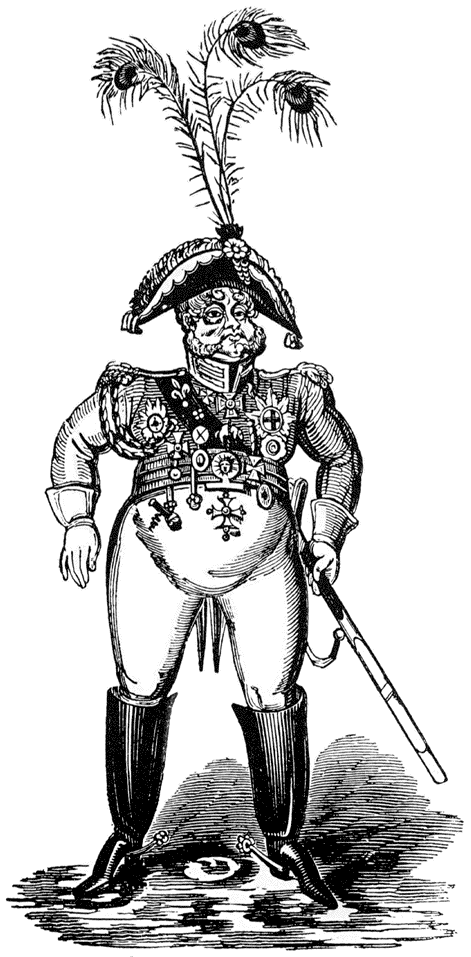
Tranh biếm họa năm 1819 mô tả Hoàng tử Nhiếp chính bởi George Cruikshank, minh họa cho "The Political House that Jack Built" của William Hone

#### Chức vụ ở Anh
- 26 tháng 12 năm 1765: Hiệp sĩ Garter[80]
- 21 tháng 11 năm 1783: Cố vấn cơ mật[80]
- 26 tháng 1 năm 1789: Ủy viên Hội đồng Hoàng gia[80]
- 2 tháng 5 năm 1810: Tiến sĩ Luật Dân sự, Đại học Oxford[80]

#### Vinh dự ở nước ngoài
- 25 tháng 11 năm 1813: Hiệp sĩ St Andrew (Nga)[80]
- 20 tháng 4 năm 1814: Hiệp sĩ St Alexander Nevski (Nga)[80]
- 20 tháng 4 năm 1814: Hiệp sĩ Holy Spirit (Pháp)[80]
- 4 tháng 7 năm 1815: Hiệp sĩ Elephant (Đan Mạch)[82]
- Tháng 7 1815: Hiệp sĩ Golden Fleece (Áo)[80]
- 27 tháng 11 năm 1818: Đại Bội tinh của tự quân William (Hà Lan)[83]

#### Chức vụ quân sự
- 1782: Đại tá, Quân đội Anh[80]
- 1796–1820: Đại tá của Light Dragoons thứ 10[80]

### Huy hiệu
| Huy hiệu dùng từ 1762 đến 1801 trên cương vị Thân vương xứ Wales | Huy hiệu dùng từ 1801 đến 1820 trên cương vị Thân vương xứ Wales và Hoàng tử Nhiếp chính | Huy hiệu của Vua George IV | Huy hiệu của Vua George IV (ở Scotland) |

## Tổ tiên
| \| \| \| \| \| \| \| \| \| \| \| \| \| \| \| \| \| \| \| \| 16. George I của Liên hiệp Anh \| \| \| \| \| \| \| \| \| \| \| \| \| \| \| \| \| \| \| \| \| \| \| \| \| \| \| \| \| \| \| \| \| \| \| \| \| \| \| \| \| \| \| \| \| \| \| \| \| \| \| \| \| \| 8. George II của Liên hiệp Anh \| \| \| \| \| \| \| \| \| \| \| \| \| \| \| \| \| \| \| \| \| \| \| \| \| \| \| \| \| \| \| \| \| \| \| \| \| \| \| \| \| \| \| \| \| \| \| \| \| \| \| \| \| \| 17. Công nương Sophia Dorothea xứ Celle \| \| \| \| \| \| \| \| \| \| \| \| \| \| \| \| \| \| \| \| \| \| \| \| \| \| \| \| \| \| \| \| \| \| \| \| \| \| \| \| \| \| \| \| \| \| \| \| \| \| \| \| \| \| 4. Frederick, Thân vương xứ Wales \| \| \| \| \| \| \| \| \| \| \| \| \| \| \| \| \| \| \| \| \| \| \| \| \| \| \| \| \| \| \| \| \| \| \| \| \| \| \| \| \| \| \| \| \| \| \| \| \| \| \| \| \| \| 18. John Frederick, Bá tước Brandenburg-Ansbach \| \| \| \| \| \| \| \| \| \| \| \| \| \| \| \| \| \| \| \| \| \| \| \| \| \| \| \| \| \| \| \| \| \| \| \| \| \| \| \| \| \| \| \| \| \| \| \| \| \| \| \| \| \| 9. Công nương Caroline xứ Brandenburg-Ansbach \| \| \| \| \| \| \| \| \| \| \| \| \| \| \| \| \| \| \| \| \| \| \| \| \| \| \| \| \| \| \| \| \| \| \| \| \| \| \| \| \| \| \| \| \| \| \| \| \| \| \| \| \| \| 19. Công nương Eleonore Erdmuthe xứ Saxe-Eisenach \| \| \| \| \| \| \| \| \| \| \| \| \| \| \| \| \| \| \| \| \| \| \| \| \| \| \| \| \| \| \| \| \| \| \| \| \| \| \| \| \| \| \| \| \| \| \| \| \| \| \| \| \| \| 2. George III của Liên hiệp Anh và Ireland \| \| \| \| \| \| \| \| \| \| \| \| \| \| \| \| \| \| \| \| \| \| \| \| \| \| \| \| \| \| \| \| \| \| \| \| \| \| \| \| \| \| \| \| \| \| \| \| \| \| \| \| \| \| 20. Frederick I, Công tước Saxe-Gotha-Altenburg \| \| \| \| \| \| \| \| \| \| \| \| \| \| \| \| \| \| \| \| \| \| \| \| \| \| \| \| \| \| \| \| \| \| \| \| \| \| \| \| \| \| \| \| \| \| \| \| \| \| \| \| \| \| 10. Frederick II, Công tước Saxe-Gotha-Altenburg \| \| \| \| \| \| \| \| \| \| \| \| \| \| \| \| \| \| \| \| \| \| \| \| \| \| \| \| \| \| \| \| \| \| \| \| \| \| \| \| \| \| \| \| \| \| \| \| \| \| \| \| \| \| 21. Công nương Magdalena Sibylle xứ Saxe-Weissenfels \| \| \| \| \| \| \| \| \| \| \| \| \| \| \| \| \| \| \| \| \| \| \| \| \| \| \| \| \| \| \| \| \| \| \| \| \| \| \| \| \| \| \| \| \| \| \| \| \| \| \| \| \| \| 5. Công nương Augusta của Saxe-Gotha \| \| \| \| \| \| \| \| \| \| \| \| \| \| \| \| \| \| \| \| \| \| \| \| \| \| \| \| \| \| \| \| \| \| \| \| \| \| \| \| \| \| \| \| \| \| \| \| \| \| \| \| \| \| 22. Karl, Hoàng thân xứ Anhalt-Zerbst \| \| \| \| \| \| \| \| \| \| \| \| \| \| \| \| \| \| \| \| \| \| \| \| \| \| \| \| \| \| \| \| \| \| \| \| \| \| \| \| \| \| \| \| \| \| \| \| \| \| \| \| \| \| 11. Công nương Magdalena Augusta xứ Anhalt-Zerbst \| \| \| \| \| \| \| \| \| \| \| \| \| \| \| \| \| \| \| \| \| \| \| \| \| \| \| \| \| \| \| \| \| \| \| \| \| \| \| \| \| \| \| \| \| \| \| \| \| \| \| \| \| \| 23. Công nương Sophia xứ Saxe-Weissenfels \| \| \| \| \| \| \| \| \| \| \| \| \| \| \| \| \| \| \| \| \| \| \| \| \| \| \| \| \| \| \| \| \| \| \| \| \| \| \| \| \| \| \| \| \| \| \| \| \| \| \| \| \| \| 1. George IV của Liên hiệp Anh \| \| \| \| \| \| \| \| \| \| \| \| \| \| \| \| \| \| \| \| \| \| \| \| \| \| \| \| \| \| \| \| \| \| \| \| \| \| \| \| \| \| \| \| \| \| \| \| \| \| \| \| \| \| 24. Adolf Frederick I, Công tước Mecklenburg-Schwerin \| \| \| \| \| \| \| \| \| \| \| \| \| \| \| \| \| \| \| \| \| \| \| \| \| \| \| \| \| \| \| \| \| \| \| \| \| \| \| \| \| \| \| \| \| \| \| \| \| \| \| \| \| \| 12. Adolphus Frederick II, Công tước Mecklenburg-Strelitz \| \| \| \| \| \| \| \| \| \| \| \| \| \| \| \| \| \| \| \| \| \| \| \| \| \| \| \| \| \| \| \| \| \| \| \| \| \| \| \| \| \| \| \| \| \| \| \| \| \| \| \| \| \| 25. Công nương Maria Katharina xứ Brunswick-Dannenberg \| \| \| \| \| \| \| \| \| \| \| \| \| \| \| \| \| \| \| \| \| \| \| \| \| \| \| \| \| \| \| \| \| \| \| \| \| \| \| \| \| \| \| \| \| \| \| \| \| \| \| \| \| \| 6. Công tước Charles Louis Frederick xứ Mecklenburg, Hoàng thân xứ Mirow \| \| \| \| \| \| \| \| \| \| \| \| \| \| \| \| \| \| \| \| \| \| \| \| \| \| \| \| \| \| \| \| \| \| \| \| \| \| \| \| \| \| \| \| \| \| \| \| \| \| \| \| \| \| 26. Christian William I, Hoàng thân xứ Schwarzburg-Sondershausen \| \| \| \| \| \| \| \| \| \| \| \| \| \| \| \| \| \| \| \| \| \| \| \| \| \| \| \| \| \| \| \| \| \| \| \| \| \| \| \| \| \| \| \| \| \| \| \| \| \| \| \| \| \| 13. Công nương Christiane Emilie xứ Schwarzburg-Sondershausen \| \| \| \| \| \| \| \| \| \| \| \| \| \| \| \| \| \| \| \| \| \| \| \| \| \| \| \| \| \| \| \| \| \| \| \| \| \| \| \| \| \| \| \| \| \| \| \| \| \| \| \| \| \| 27. Bá tước phu nhân Antoine Sybille xứ Barby-Muhlingen \| \| \| \| \| \| \| \| \| \| \| \| \| \| \| \| \| \| \| \| \| \| \| \| \| \| \| \| \| \| \| \| \| \| \| \| \| \| \| \| \| \| \| \| \| \| \| \| \| \| \| \| \| \| 3. Công nương Charlotte xứ Mecklenburg-Strelitz \| \| \| \| \| \| \| \| \| \| \| \| \| \| \| \| \| \| \| \| \| \| \| \| \| \| \| \| \| \| \| \| \| \| \| \| \| \| \| \| \| \| \| \| \| \| \| \| \| \| \| \| \| \| 28. Ernest, Công tước Saxe-Hildburghausen \| \| \| \| \| \| \| \| \| \| \| \| \| \| \| \| \| \| \| \| \| \| \| \| \| \| \| \| \| \| \| \| \| \| \| \| \| \| \| \| \| \| \| \| \| \| \| \| \| \| \| \| \| \| 14. Ernest Frederick I, Công tước Saxe-Hildburghausen \| \| \| \| \| \| \| \| \| \| \| \| \| \| \| \| \| \| \| \| \| \| \| \| \| \| \| \| \| \| \| \| \| \| \| \| \| \| \| \| \| \| \| \| \| \| \| \| \| \| \| \| \| \| 29. Nữ Bá tước Sophie Henriette xứ Waldeck \| \| \| \| \| \| \| \| \| \| \| \| \| \| \| \| \| \| \| \| \| \| \| \| \| \| \| \| \| \| \| \| \| \| \| \| \| \| \| \| \| \| \| \| \| \| \| \| \| \| \| \| \| \| 7. Công nương Elizabeth Albertine xứ Saxe-Hildburghausen \| \| \| \| \| \| \| \| \| \| \| \| \| \| \| \| \| \| \| \| \| \| \| \| \| \| \| \| \| \| \| \| \| \| \| \| \| \| \| \| \| \| \| \| \| \| \| \| \| \| \| \| \| \| 30. George Louis I, Bá tước Erbach-Erbach \| \| \| \| \| \| \| \| \| \| \| \| \| \| \| \| \| \| \| \| \| \| \| \| \| \| \| \| \| \| \| \| \| \| \| \| \| \| \| \| \| \| \| \| \| \| \| \| \| \| \| \| \| \| 15. Nữ Bá tước Sophia Albertine xứ Erbach-Erbach \| \| \| \| \| \| \| \| \| \| \| \| \| \| \| \| \| \| \| \| \| \| \| \| \| \| \| \| \| \| \| \| \| \| \| \| \| \| \| \| \| \| \| \| \| \| \| \| \| \| \| \| \| \| 31. Bá tước phu nhân Amelie Katherine xứ Waldeck-Eisenberg \| \| \| \| \| \| \| \| \| \| \| \| \| \| \| \| \| \| \| \| \| \| \| \| \| \| \| \| \| \| \| \| \| \| \| \| \| \| \| \| \| \| \| \| \| \| \| \| \| \| \| \| |                                                                          |  |  |  |  |  |  |  |  |  |  |  |  |  |  |  |
| |                                                                          |  |  |  |  |  |  |  |  |  |  |  |  |  |  |  |
| | 16. George I của Liên hiệp Anh                                           |  |  |  |  |  |  |  |  |  |  |  |  |  |  |  |
| |                                                                          |  |  |  |  |  |  |  |  |  |  |  |  |  |  |  |
| |                                                                          |  |  |  |  |  |  |  |  |  |  |  |  |  |  |  |
| | 8. George II của Liên hiệp Anh                                           |  |  |  |  |  |  |  |  |  |  |  |  |  |  |  |
| |                                                                          |  |  |  |  |  |  |  |  |  |  |  |  |  |  |  |
| |                                                                          |  |  |  |  |  |  |  |  |  |  |  |  |  |  |  |
| | 17. Công nương Sophia Dorothea xứ Celle                                  |  |  |  |  |  |  |  |  |  |  |  |  |  |  |  |
| |                                                                          |  |  |  |  |  |  |  |  |  |  |  |  |  |  |  |
| |                                                                          |  |  |  |  |  |  |  |  |  |  |  |  |  |  |  |
| | 4. Frederick, Thân vương xứ Wales                                        |  |  |  |  |  |  |  |  |  |  |  |  |  |  |  |
| |                                                                          |  |  |  |  |  |  |  |  |  |  |  |  |  |  |  |
| |                                                                          |  |  |  |  |  |  |  |  |  |  |  |  |  |  |  |
| | 18. John Frederick, Bá tước Brandenburg-Ansbach                          |  |  |  |  |  |  |  |  |  |  |  |  |  |  |  |
| |                                                                          |  |  |  |  |  |  |  |  |  |  |  |  |  |  |  |
| |                                                                          |  |  |  |  |  |  |  |  |  |  |  |  |  |  |  |
| | 9. Công nương Caroline xứ Brandenburg-Ansbach                            |  |  |  |  |  |  |  |  |  |  |  |  |  |  |  |
| |                                                                          |  |  |  |  |  |  |  |  |  |  |  |  |  |  |  |
| |                                                                          |  |  |  |  |  |  |  |  |  |  |  |  |  |  |  |
| | 19. Công nương Eleonore Erdmuthe xứ Saxe-Eisenach                        |  |  |  |  |  |  |  |  |  |  |  |  |  |  |  |
| |                                                                          |  |  |  |  |  |  |  |  |  |  |  |  |  |  |  |
| |                                                                          |  |  |  |  |  |  |  |  |  |  |  |  |  |  |  |
| | 2. George III của Liên hiệp Anh và Ireland                               |  |  |  |  |  |  |  |  |  |  |  |  |  |  |  |
| |                                                                          |  |  |  |  |  |  |  |  |  |  |  |  |  |  |  |
| |                                                                          |  |  |  |  |  |  |  |  |  |  |  |  |  |  |  |
| | 20. Frederick I, Công tước Saxe-Gotha-Altenburg                          |  |  |  |  |  |  |  |  |  |  |  |  |  |  |  |
| |                                                                          |  |  |  |  |  |  |  |  |  |  |  |  |  |  |  |
| |                                                                          |  |  |  |  |  |  |  |  |  |  |  |  |  |  |  |
| | 10. Frederick II, Công tước Saxe-Gotha-Altenburg                         |  |  |  |  |  |  |  |  |  |  |  |  |  |  |  |
| |                                                                          |  |  |  |  |  |  |  |  |  |  |  |  |  |  |  |
| |                                                                          |  |  |  |  |  |  |  |  |  |  |  |  |  |  |  |
| | 21. Công nương Magdalena Sibylle xứ Saxe-Weissenfels                     |  |  |  |  |  |  |  |  |  |  |  |  |  |  |  |
| |                                                                          |  |  |  |  |  |  |  |  |  |  |  |  |  |  |  |
| |                                                                          |  |  |  |  |  |  |  |  |  |  |  |  |  |  |  |
| | 5. Công nương Augusta của Saxe-Gotha                                     |  |  |  |  |  |  |  |  |  |  |  |  |  |  |  |
| |                                                                          |  |  |  |  |  |  |  |  |  |  |  |  |  |  |  |
| |                                                                          |  |  |  |  |  |  |  |  |  |  |  |  |  |  |  |
| | 22. Karl, Hoàng thân xứ Anhalt-Zerbst                                    |  |  |  |  |  |  |  |  |  |  |  |  |  |  |  |
| |                                                                          |  |  |  |  |  |  |  |  |  |  |  |  |  |  |  |
| |                                                                          |  |  |  |  |  |  |  |  |  |  |  |  |  |  |  |
| | 11. Công nương Magdalena Augusta xứ Anhalt-Zerbst                        |  |  |  |  |  |  |  |  |  |  |  |  |  |  |  |
| |                                                                          |  |  |  |  |  |  |  |  |  |  |  |  |  |  |  |
| |                                                                          |  |  |  |  |  |  |  |  |  |  |  |  |  |  |  |
| | 23. Công nương Sophia xứ Saxe-Weissenfels                                |  |  |  |  |  |  |  |  |  |  |  |  |  |  |  |
| |                                                                          |  |  |  |  |  |  |  |  |  |  |  |  |  |  |  |
| |                                                                          |  |  |  |  |  |  |  |  |  |  |  |  |  |  |  |
| | 1. George IV của Liên hiệp Anh                                           |  |  |  |  |  |  |  |  |  |  |  |  |  |  |  |
| |                                                                          |  |  |  |  |  |  |  |  |  |  |  |  |  |  |  |
| |                                                                          |  |  |  |  |  |  |  |  |  |  |  |  |  |  |  |
| | 24. Adolf Frederick I, Công tước Mecklenburg-Schwerin                    |  |  |  |  |  |  |  |  |  |  |  |  |  |  |  |
| |                                                                          |  |  |  |  |  |  |  |  |  |  |  |  |  |  |  |
| |                                                                          |  |  |  |  |  |  |  |  |  |  |  |  |  |  |  |
| | 12. Adolphus Frederick II, Công tước Mecklenburg-Strelitz                |  |  |  |  |  |  |  |  |  |  |  |  |  |  |  |
| |                                                                          |  |  |  |  |  |  |  |  |  |  |  |  |  |  |  |
| |                                                                          |  |  |  |  |  |  |  |  |  |  |  |  |  |  |  |
| | 25. Công nương Maria Katharina xứ Brunswick-Dannenberg                   |  |  |  |  |  |  |  |  |  |  |  |  |  |  |  |
| |                                                                          |  |  |  |  |  |  |  |  |  |  |  |  |  |  |  |
| |                                                                          |  |  |  |  |  |  |  |  |  |  |  |  |  |  |  |
| | 6. Công tước Charles Louis Frederick xứ Mecklenburg, Hoàng thân xứ Mirow |  |  |  |  |  |  |  |  |  |  |  |  |  |  |  |
| |                                                                          |  |  |  |  |  |  |  |  |  |  |  |  |  |  |  |
| |                                                                          |  |  |  |  |  |  |  |  |  |  |  |  |  |  |  |
| | 26. Christian William I, Hoàng thân xứ Schwarzburg-Sondershausen         |  |  |  |  |  |  |  |  |  |  |  |  |  |  |  |
| |                                                                          |  |  |  |  |  |  |  |  |  |  |  |  |  |  |  |
| |                                                                          |  |  |  |  |  |  |  |  |  |  |  |  |  |  |  |
| | 13. Công nương Christiane Emilie xứ Schwarzburg-Sondershausen            |  |  |  |  |  |  |  |  |  |  |  |  |  |  |  |
| |                                                                          |  |  |  |  |  |  |  |  |  |  |  |  |  |  |  |
| |                                                                          |  |  |  |  |  |  |  |  |  |  |  |  |  |  |  |
| | 27. Bá tước phu nhân Antoine Sybille xứ Barby-Muhlingen                  |  |  |  |  |  |  |  |  |  |  |  |  |  |  |  |
| |                                                                          |  |  |  |  |  |  |  |  |  |  |  |  |  |  |  |
| |                                                                          |  |  |  |  |  |  |  |  |  |  |  |  |  |  |  |
| | 3. Công nương Charlotte xứ Mecklenburg-Strelitz                          |  |  |  |  |  |  |  |  |  |  |  |  |  |  |  |
| |                                                                          |  |  |  |  |  |  |  |  |  |  |  |  |  |  |  |
| |                                                                          |  |  |  |  |  |  |  |  |  |  |  |  |  |  |  |
| | 28. Ernest, Công tước Saxe-Hildburghausen                                |  |  |  |  |  |  |  |  |  |  |  |  |  |  |  |
| |                                                                          |  |  |  |  |  |  |  |  |  |  |  |  |  |  |  |
| |                                                                          |  |  |  |  |  |  |  |  |  |  |  |  |  |  |  |
| | 14. Ernest Frederick I, Công tước Saxe-Hildburghausen                    |  |  |  |  |  |  |  |  |  |  |  |  |  |  |  |
| |                                                                          |  |  |  |  |  |  |  |  |  |  |  |  |  |  |  |
| |                                                                          |  |  |  |  |  |  |  |  |  |  |  |  |  |  |  |
| | 29. Nữ Bá tước Sophie Henriette xứ Waldeck                               |  |  |  |  |  |  |  |  |  |  |  |  |  |  |  |
| |                                                                          |  |  |  |  |  |  |  |  |  |  |  |  |  |  |  |
| |                                                                          |  |  |  |  |  |  |  |  |  |  |  |  |  |  |  |
| | 7. Công nương Elizabeth Albertine xứ Saxe-Hildburghausen                 |  |  |  |  |  |  |  |  |  |  |  |  |  |  |  |
| |                                                                          |  |  |  |  |  |  |  |  |  |  |  |  |  |  |  |
| |                                                                          |  |  |  |  |  |  |  |  |  |  |  |  |  |  |  |
| | 30. George Louis I, Bá tước Erbach-Erbach                                |  |  |  |  |  |  |  |  |  |  |  |  |  |  |  |
| |                                                                          |  |  |  |  |  |  |  |  |  |  |  |  |  |  |  |
| |                                                                          |  |  |  |  |  |  |  |  |  |  |  |  |  |  |  |
| | 15. Nữ Bá tước Sophia Albertine xứ Erbach-Erbach                         |  |  |  |  |  |  |  |  |  |  |  |  |  |  |  |
| |                                                                          |  |  |  |  |  |  |  |  |  |  |  |  |  |  |  |
| |                                                                          |  |  |  |  |  |  |  |  |  |  |  |  |  |  |  |
| | 31. Bá tước phu nhân Amelie Katherine xứ Waldeck-Eisenberg               |  |  |  |  |  |  |  |  |  |  |  |  |  |  |  |
| |                                                                          |  |  |  |  |  |  |  |  |  |  |  |  |  |  |  |
| |                                                                          |  |  |  |  |  |  |  |  |  |  |  |  |  |  |  |